# S-Bahn Rhein-Main

Logo der S-Bahn Rhein-Main

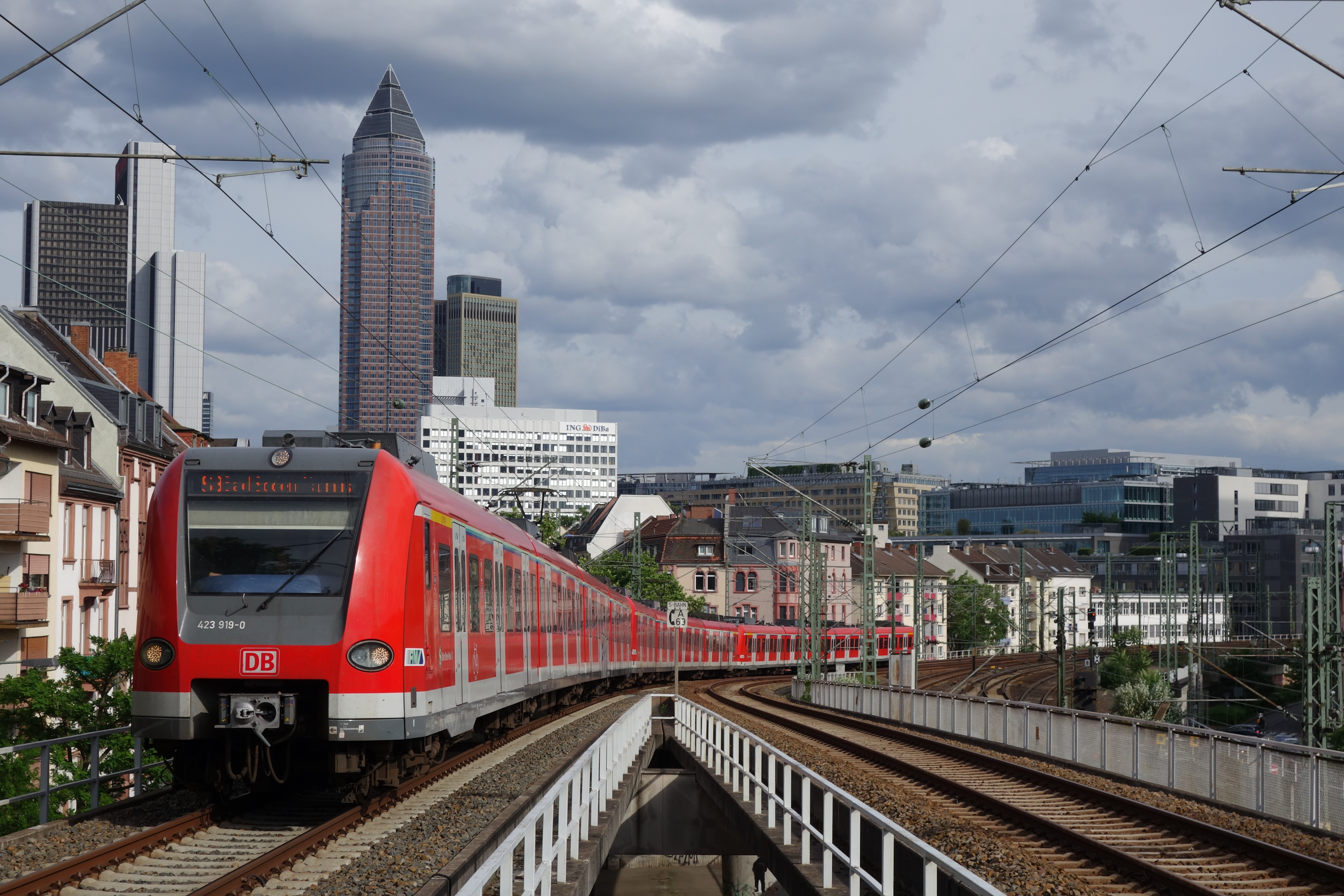
Triebzug der Baureihe 423 am einzigen Hochbahnabschnitt der S-Bahn Rhein-Main am Frankfurter Westbahnhof

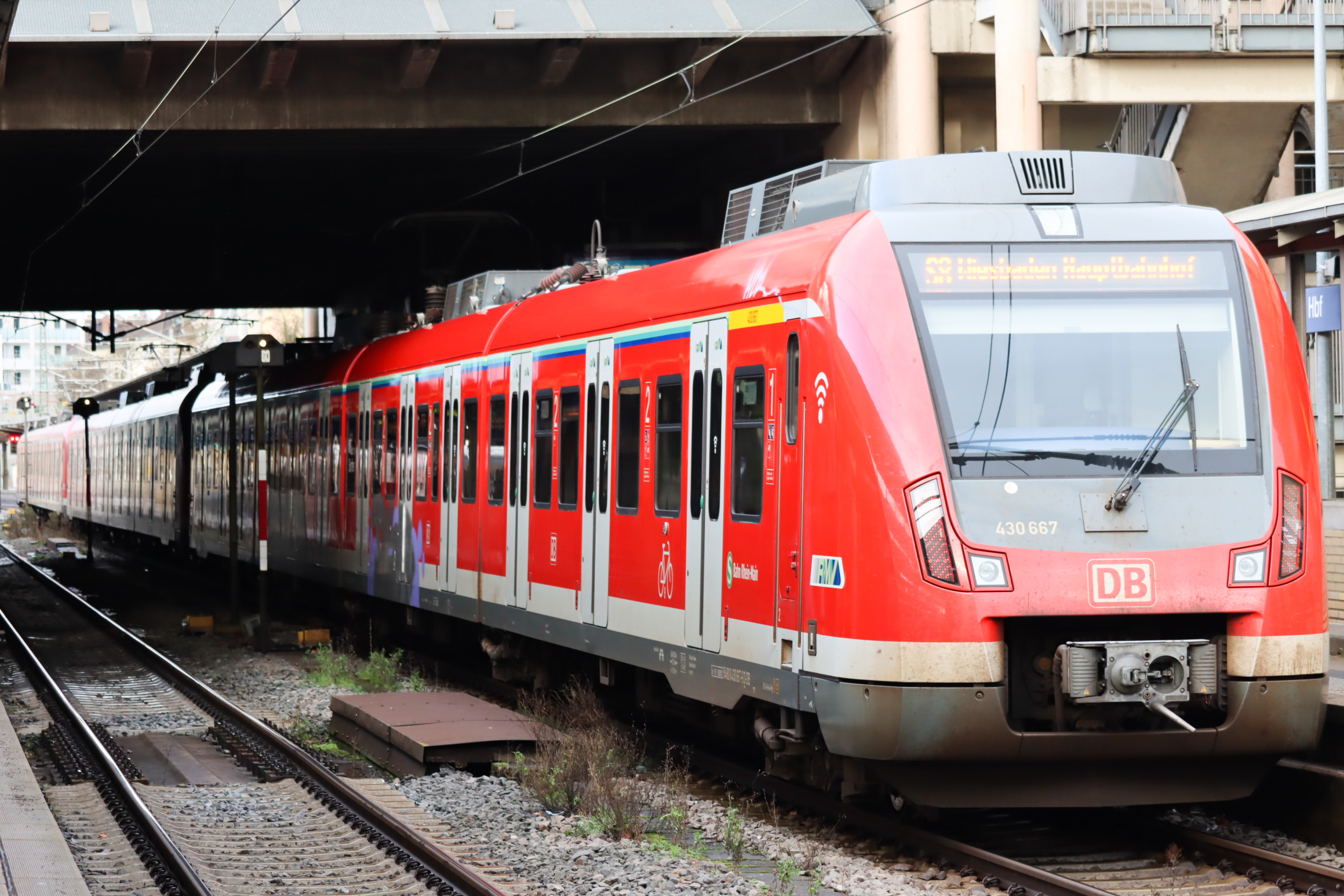
Eine S-Bahn der Baureihe 430 in Richtung Wiesbaden Hauptbahnhof steht am Mainzer Hauptbahnhof.

Die S-Bahn Rhein-Main ist ein schienengebundenes Nahverkehrssystem für das Rhein-Main-Gebiet, dessen Liniennetz radial auf Frankfurt am Main ausgerichtet ist. Es besitzt den Innenstadttunnel zwischen dem Frankfurter Hauptbahnhof und Ostendstraße als Stammstrecke, an den sich an beiden Enden Außenäste ins Umland anschließen. Das Netz verläuft weitgehend auf schon vor Jahrzehnten gebauten Eisenbahnstrecken, die teilweise mit neuen Verbindungskurven und Gleisen versehen wurden. Die S-Bahn wird täglich von etwa 500.000 Fahrgästen genutzt.
An die beiden Tunnelausgänge am Hauptbahnhof schließen sich fächerartig sechs Außenäste im Sektor West bis Nord-Ost an. Östlich von Konstablerwache schließt sich eine Tunnelstrecke an, die sich nach einem Tunnel unter dem Main auf der südlichen Mainseite zu je einem Tunnelmund für Außenäste nach Ost und Süd-Ost (Mühlberg) und nach Süden (Lokalbahnhof) verzweigt. Ein dritter Tunnelmund für die nordmainische Strecke nach Osten ist vorbereitet. An diesen Tunnelstutzen können sich ebenfalls fächerartig sechs Außenäste in den Sektor Ost bis Süd-West anschließen. Der Tunnel hat mit dem derzeitigen System der Leit- und Sicherungstechnik eine Kapazität für 24 Züge pro Stunde und Richtung, womit sechs Durchmesserlinien im Viertelstundentakt möglich sind.
Derzeit haben die Linien S3, S4 und S5 nur einen Außenast und enden in Sektor Ost-Süd am Tunnelausgang Südbahnhof, der Außenast Richtung Süd-Süd-West auf der Riedbahn (Linie S7) hat noch keinen Zugang zur Stammstrecke. Mit der in Vorbereitung befindlichen Nordmainischen S-Bahn nach Hanau wird ein fünfter Außenast im Fächer Ost-Süd geschaffen.
Der erste Bauabschnitt der Stammstrecke, der Verbindungstunnel vom Frankfurter Hauptbahnhof in die Innenstadt (City-Tunnel), wurde am 28. Mai 1978 in Betrieb genommen. Heute wird die S-Bahn von der DB Regio AG betrieben und gehört zum Rhein-Main-Verkehrsverbund (RMV).
Im November 2011 schloss der RMV nach der erfolgten Ausschreibung des S-Bahn-Netzes einen Vertrag mit der Deutschen Bahn ab, die weiterhin die Verkehrsleistungen erbringt. Der Vertrag hat eine Laufzeit von 15 Jahren (Linien S2, S3, S4, S5 und S6) bzw. 22 Jahren (Linien S1, S7, S8 und S9) und schließt den Ersatz der Fahrzeuge der Baureihe 420 durch 91 Neubaufahrzeuge der DB-Baureihe 430 ein.

## Geschichte

### Vorlaufbetrieb
Bereits im Jahr 1960 begannen bei der Bundesbahndirektion Frankfurt (M) Planungen für eine unterirdische Verbindungsbahn (genannt V-Bahn) zwischen dem Frankfurter Hauptbahnhof und der Hauptwache, dem zentralen Verkehrsknotenpunkt der Frankfurter Innenstadt. Anfang 1962 informierte die Direktion nach Zustimmung der Hauptverwaltung die Stadt Frankfurt a. M. über ihre Vorschläge. Unmittelbar darauf begannen gemeinsame Gespräche zur Vertiefung der Idee. Die Stadt stand unter Zeitdruck, da sie mit dem Bau der ersten U-Bahnstrecke über die Hauptwache beginnen wollte. Man einigte sich nach der Diskussion mehrerer Varianten auf ein gemeinsames Konzept. Die Idee, U-Bahn und S-Bahn im gemeinsamen Abschnitt unter der Zeil auf denselben Gleisen fahren zu lassen, wurde verworfen. Am 23. Oktober 1964 unterzeichneten Bundesbahn und Stadt eine „Arbeits- und Planungsvereinbarung zwischen der DB und der Stadt Frankfurt über die Gestaltung des öffentlichen Personennahverkehrs im Stadtgebiet von Frankfurt am Main“. Auf Seite der Deutschen Bundesbahn war der Baudezernent der Direktion Karl-Heinrich Kuckuck, unterstützt durch den Präsidenten Wilhelm Unverzagt, der maßgebliche Treiber. Seitens der Stadt übernahm der seinerzeitige Verkehrsdezernent Stadtrat Walter Möller diese Rolle. Im Jahr 1964 wechselte Kuckuck zur Bundesbahndirektion Essen. Seine Rolle bei der weiteren Planung übernahm Willi Keckeisen. Er sorgte auch dafür, dass der Tiefbahnhof der S-Bahn nicht nördlich des Kopfbahnhofs mit nur zwei Gleisen, sondern direkt in den Hallen mit vier Gleisen weitergeplant wurde.
Im Oktober 1968 schlossen die DB, das Land Hessen und die Stadt Frankfurt die Finanzierungsverträge. Am 20. Januar 1969 wurde – unter Anwesenheit von Bundesverkehrsminister Georg Leber, Frankfurts Oberbürgermeister Willi Brundert und Bundesbahn-Präsident Heinz Maria Oeftering – der Baubeginn der S-Bahn Rhein Main im Frankfurter Hauptbahnhof gefeiert. Gleichzeitig wurde begonnen, das Netz im Umland für den S-Bahn-Betrieb umzugestalten: 1972 wurde die Querspange zwischen Bad Soden am Taunus und Niederhöchstadt (Limesbahn) eröffnet. Damit entfiel das Kopfmachen in Frankfurt-Höchst. Im gleichen Jahr wurde die Kelsterbacher Querspange mit dem unterirdischen Bahnhof Frankfurt-Flughafen eröffnet. Der Flughafen Frankfurt war somit der erste Flughafen in der Bundesrepublik Deutschland mit S-Bahn-Anschluss. Neben den S-Bahnen hielten dort bis zur Eröffnung des Fernbahnhofes 1999 auch die Züge des Fernverkehrs.
Mit der ersten Lieferung der dreiteiligen Elektrotriebwagen der Baureihe 420 im Jahr 1976 begann der Vorlaufbetrieb: Die Züge der Baureihe 420 wurden als normale Nahverkehrszüge eingesetzt, um den Betrieb zu erproben und die Lokführer zu schulen.

### City-Tunnel

#### Hauptbahnhof–Hauptwache

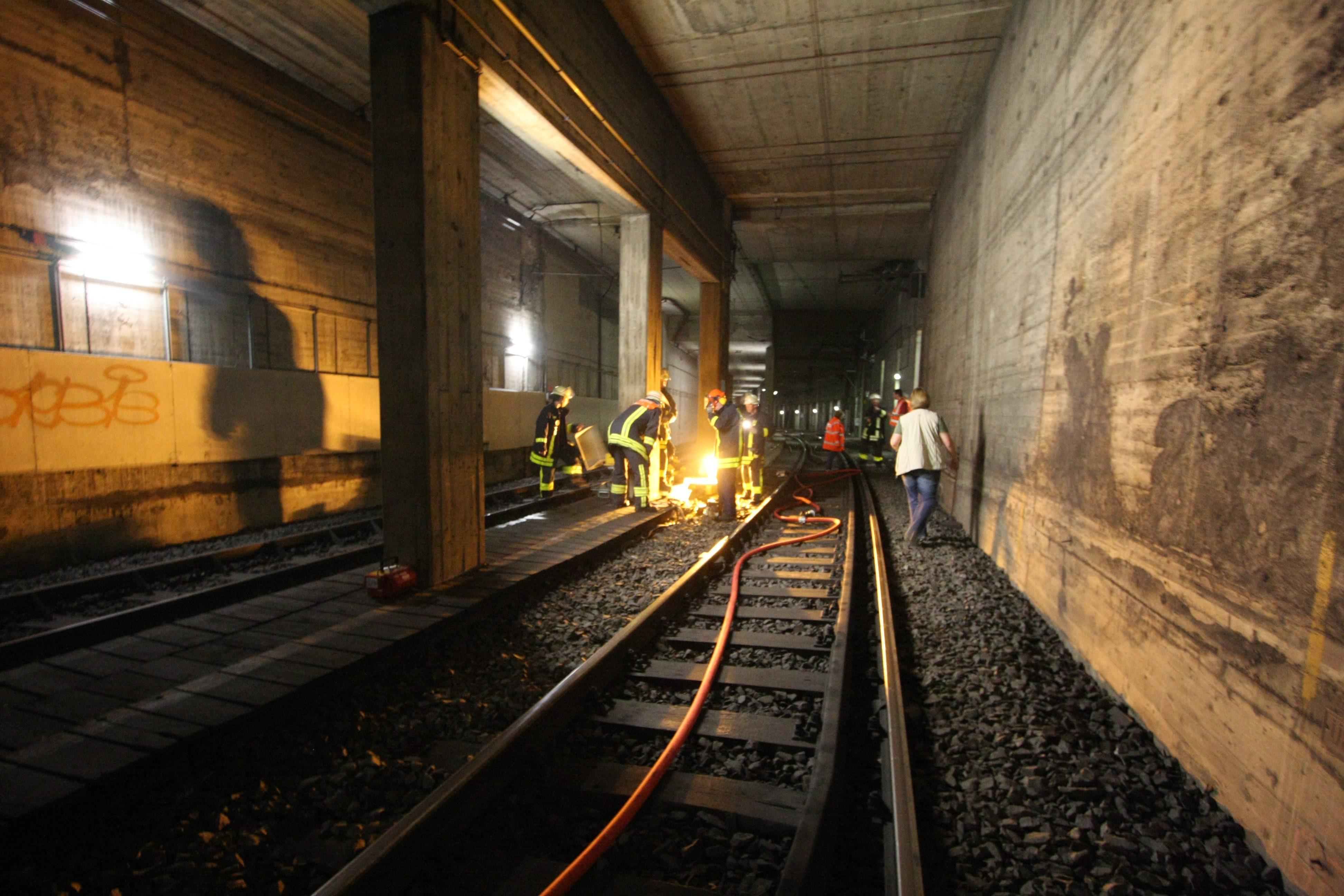
Arbeiter reparieren einen Tunnelschaden am Frankfurter Hauptbahnhof in Richtung Hauptwache.

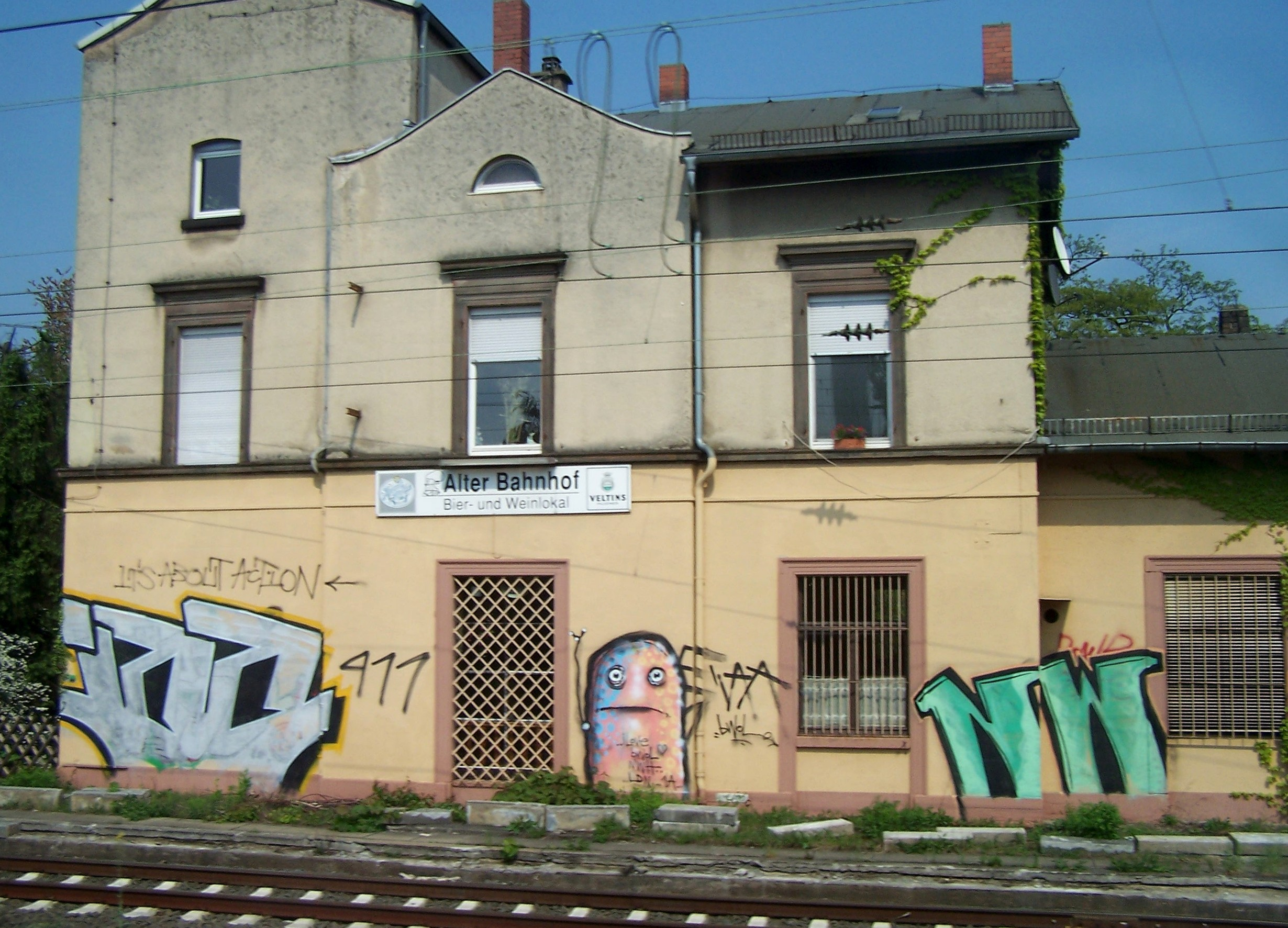
1977 wegen des S-Bahn-Baus stillgelegtes Empfangsgebäude des Bahnhofs Frankfurt-Niederrad – inzwischen abgerissen.

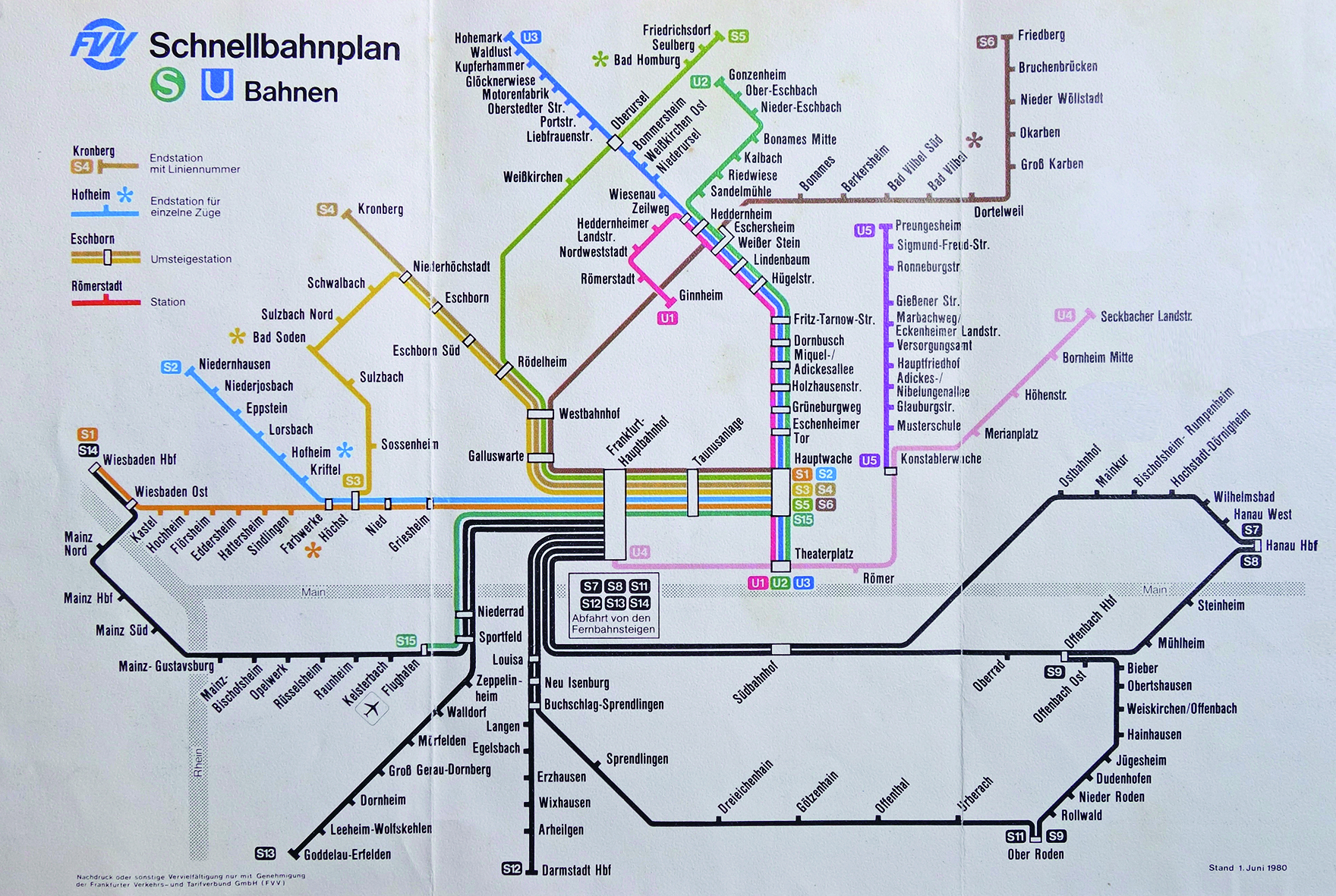
1980: S-Bahn- und U-Bahn-Netz auf einem FVV-Faltblatt (inklusive sogenannter S-Bahn-Linien)

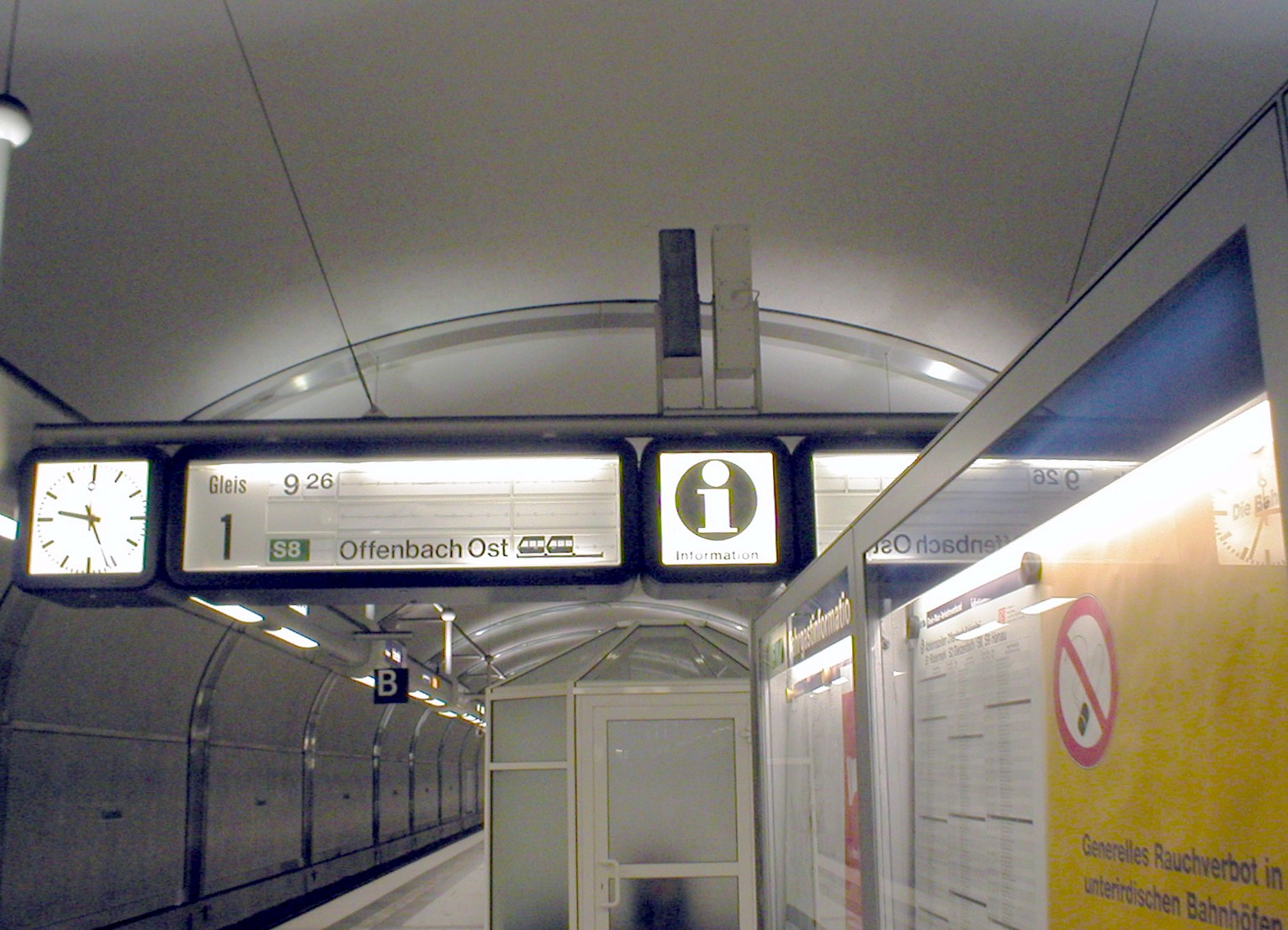
Zugzielanzeiger an der Station Kaiserlei in Offenbach (2004)

Am 28. Mai 1978 wurde der erste Abschnitt der Stammstrecke der S-Bahn Rhein-Main mit drei unterirdischen Stationen in Frankfurt (Frankfurt (Main) Hbf (tief), Frankfurt-Taunusanlage, Frankfurt-Hauptwache) eröffnet. Die Eröffnungsfahrt startete in der oberirdischen Halle des Frankfurter Hauptbahnhofs und führte zunächst nach Westen zur Galluswarte, wo Kopf gemacht wurde, um dann durch den neuen City-Tunnel weiter bis zur Hauptwache zu fahren. Damals gab es folgende Linien:
- S1: Wiesbaden Hbf – Hochheim (Main) – Frankfurt-Höchst – Frankfurt (Main) Hbf – Frankfurt-Hauptwache
- S2: Niedernhausen – Hofheim (Taunus) – Frankfurt-Höchst – Frankfurt (Main) Hbf – Frankfurt-Hauptwache
- S3: Frankfurt-Höchst – Bad Soden (Taunus) – Eschborn – Frankfurt (Main) West – Frankfurt (Main) Hbf – Frankfurt-Hauptwache
- S4: Kronberg (Taunus) – Eschborn – Frankfurt (Main) West – Frankfurt (Main) Hbf – Frankfurt-Hauptwache
- S5: Friedrichsdorf (Taunus) – Bad Homburg – Oberursel (Taunus) – Frankfurt (Main) West – Frankfurt (Main) Hbf – Frankfurt-Hauptwache
- S6: Friedberg – Groß Karben – Bad Vilbel – Frankfurt (Main) West – Frankfurt (Main) Hbf – Frankfurt-Hauptwache

An der Hauptwache wechselten die Fahrzeuge in einer vollzyklischen Kupplung ihre Linien. Aufgrund der fehlenden Wendeanlage und nur zweier Wendegleise waren die Möglichkeiten sehr beschränkt, so dass die Fahrzeuge bei jeder Wende die Linie wechselten. Aus dieser Zeit stammt noch heute ein Gleiswechsel vor der Station, der nur noch im Störungsfall genutzt wird. Der Frankfurter Verkehrsverbund (FVV) bot einen Taktfahrplan mit 20/40/60-Takt an. 1980 kam im Zuge des weiteren Ausbaus eine neue Linie hinzu:
- S15: Frankfurt-Flughafen – Frankfurt (Main) Hbf – Frankfurt-Hauptwache (1980–1983)

Die Eröffnung wurde erst durch den Bau einer neuen Mainbrücke sowie die Verlegung des Bahnhofes Frankfurt-Niederrad 1977 nach Süden möglich. Das 1882 errichtete Bahnhofsgebäude wurde stillgelegt. Hier wurde eine neue Umsteigemöglichkeit zur Straßenbahn und zum Bus geschaffen.

#### Hauptwache–Konstablerwache
1983 wurde die Stammstrecke 600 Meter nach Osten zur neuen Station Frankfurt-Konstablerwache verlängert. Danach wurden linienrein die Umläufe geplant, nur die Züge der S6 gingen in einer teilzyklischen Kupplung auf die neue S14 über, die statt der S15 in den S-Bahn-Tunnel fuhr. Die S15 endete fortan in der Haupthalle des Hauptbahnhofs.
- S14: Wiesbaden Hbf – Mainz Hbf – Rüsselsheim – Frankfurt-Flughafen – Frankfurt (Main) Hbf – Frankfurt-Hauptwache – Frankfurt-Konstablerwache
- S15: Frankfurt-Flughafen – Frankfurt (Main) Hbf (ab 1983)

#### Konstablerwache–Südbahnhof

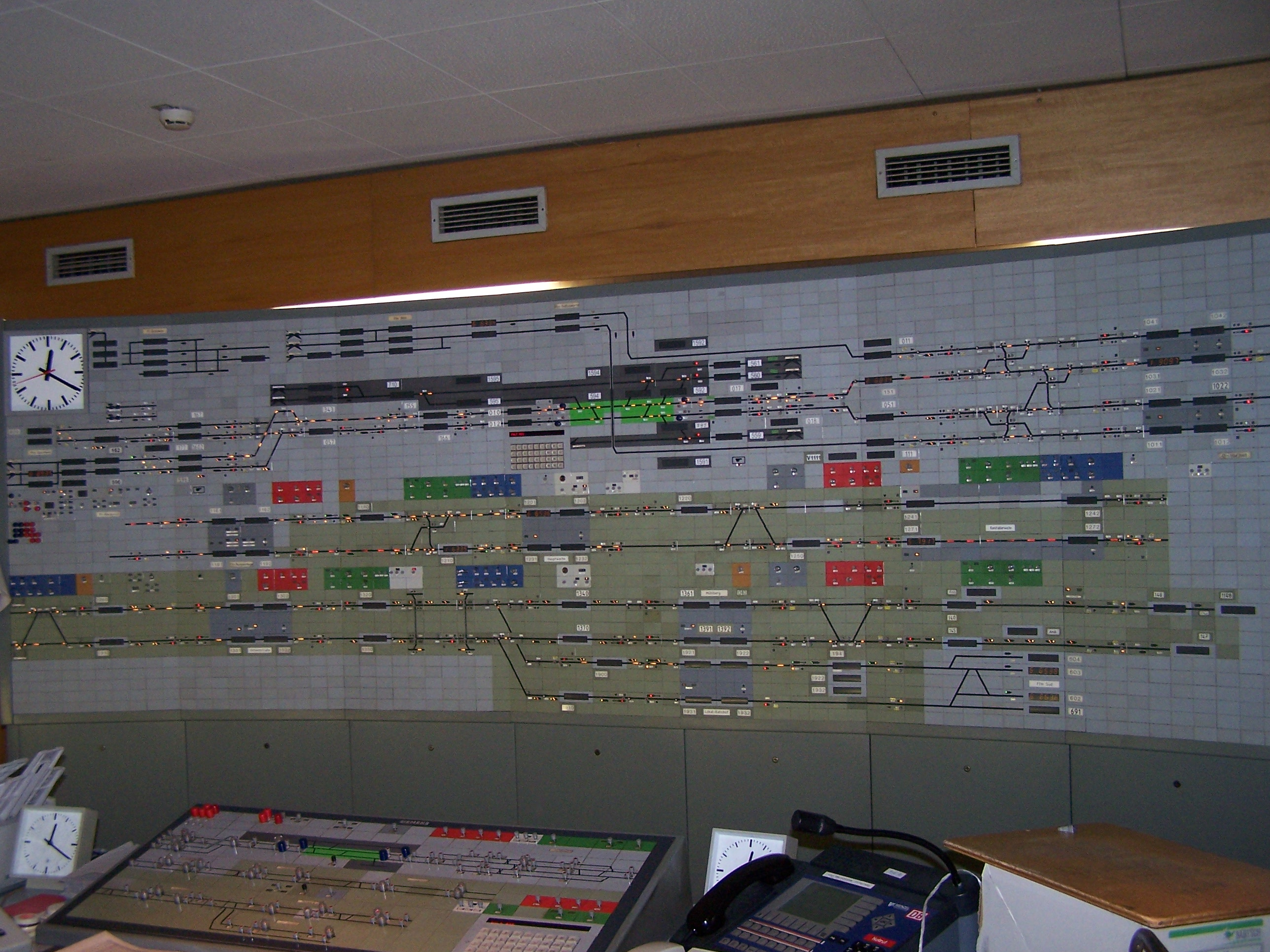
Relais-Stellwerk für den S-Bahn-Tunnel in Frankfurt; wird i. d. R. vom Fahrdienstleiter aus der Betriebszentrale Frankfurt ferngesteuert

1990 wurde die Verlängerung des City-Tunnels zum Bahnhof Frankfurt (Main) Süd mit den Zwischenstationen Frankfurt-Ostendstraße und Frankfurt-Lokalbahnhof eröffnet. Die vier Gleise des Südbahnhofes boten viel Platz zum Wenden und es stand neben dem Außenbahnhof nun eine zweite große Abstellanlage im Stadtgebiet bereit. Alle S-Bahn-Linien, mit Ausnahme der S15, die weiterhin am Hauptbahnhof endete, wurden bis zum Südbahnhof verlängert. Die Inbetriebnahme der Untertunnelung des westlichen Gleisvorfeldes des Südbahnhofs ermöglichte die Verlängerung der S-Bahn in Richtung Süden bis zur Station Frankfurt-Stresemannallee als vorläufigem Endpunkt der südlichen Außenäste des S-Bahn-Systems Rhein-Main, die Linien S5 und S6 wurden bis zur Stresemannallee verlängert.
S-Bahn-Linien 1990:
- S1: Wiesbaden Hbf – Hochheim (Main) – Frankfurt-Höchst – Frankfurt (Main) Hbf – Frankfurt-Hauptwache – Frankfurt (Main) Süd
- S2: Niedernhausen – Hofheim (Taunus) – Frankfurt-Höchst – Frankfurt (Main) Hbf – Frankfurt-Hauptwache – Frankfurt (Main) Süd
- S3: Frankfurt-Höchst – Bad Soden (Taunus) – Eschborn – Frankfurt (Main) West – Frankfurt (Main) Hbf – Frankfurt-Hauptwache – Frankfurt (Main) Süd
- S4: Kronberg (Taunus) – Eschborn – Frankfurt (Main) West – Frankfurt (Main) Hbf – Frankfurt-Hauptwache – Frankfurt (Main) Süd
- S5: Friedrichsdorf – Bad Homburg – Oberursel (Taunus) – Frankfurt (Main) West – Frankfurt (Main) Hbf – Frankfurt-Hauptwache – Frankfurt (Main) Süd – Frankfurt-Stresemannallee
- S6: Friedberg – Groß Karben – Bad Vilbel – Frankfurt (Main) West – Frankfurt (Main) Hbf – Frankfurt-Hauptwache – Frankfurt (Main) Süd – Frankfurt-Stresemannallee
- S14: Wiesbaden Hbf – Mainz Hbf – Rüsselsheim – Frankfurt-Flughafen – Frankfurt (Main) Hbf – Frankfurt-Hauptwache – Frankfurt (Main) Süd
- S15: Frankfurt-Flughafen – Frankfurt (Main) Hbf

### Weitere Erweiterungen

#### Frankfurt–Hanau
Der Bau einer südmainischen S-Bahn-Strecke in Richtung Hanau begann Ende der 1980er Jahre. 1992 wurde der erste Abschnitt zum neu gebauten Bahnhof Frankfurt (Main) Mühlberg eröffnet, der sich in einem eigenen Ast des City-Tunnels Frankfurt befindet. Hierbei handelt es sich um die erste S-Bahn-Station in Frankfurt, die ohne Stützen und Säulen erbaut wurde, um den Reisenden ein erhöhtes Sicherheitsgefühl zu vermitteln. Die Ausfädelung aus der bestehenden Strecke erfolgte dabei planfrei, sodass es keine Konflikte zwischen Zugfahrten der Relation Frankfurt Süd – Frankfurt Hbf und solchen der Relation Frankfurt Hbf – Frankfurt Mühlberg gibt. Der Abschnitt wurde von den Linien S1 und S2 bedient.
- S1: Wiesbaden Hbf – Hochheim (Main) – Frankfurt-Höchst – Frankfurt (Main) Hbf – Frankfurt-Hauptwache – Frankfurt-Mühlberg
- S2: Niedernhausen – Hofheim (Taunus) – Frankfurt-Höchst – Frankfurt (Main) Hbf – Frankfurt-Hauptwache – Frankfurt-Mühlberg

Im Jahr 1995 wurde der Rhein-Main-Verkehrsverbund eingeführt. Dies brachte eine Umstellung des 20/40/60-Taktes auf den immer noch gültigen 15/30/60-Takt mit sich.
Im gleichen Jahr wurde der City-Tunnel Offenbach eröffnet und die Strecke nach Offenbach Ost verlängert. Der Tunnel verläuft weitestgehend unter der Berliner Straße mitten durch die Offenbacher Innenstadt und berührt den Offenbacher Hauptbahnhof nicht. Im Verlauf des Tunnels fahren die S-Bahnen drei Stationen an: Offenbach-Kaiserlei, Offenbach Ledermuseum und Offenbach Marktplatz. Einige Tage später wurde der letzte Streckenabschnitt nach Hanau eröffnet, hier verläuft die S-Bahn-Strecke parallel zur Fernbahn.
Die Verlängerung brachte einige Änderungen der bestehenden S-Bahn-Linien mit sich: Die S14 wurde in S8 umbenannt und fuhr nun nicht mehr den Frankfurter Südbahnhof an, sondern wurde durch den Offenbacher City-Tunnel über den Bahnhof Offenbach (Main) Ost weiter bis Hanau Hauptbahnhof verlängert; die Kurzpendelzüge zwischen Frankfurt-Flughafen und Frankfurt Hauptbahnhof, die bislang unter der Bezeichnung S15 fuhren, wurden nun Bestandteil der neuen Linie S8; die S1 wurde ebenfalls durch den Offenbacher City-Tunnel geführt und endete in Offenbach (Main) Ost; die S2 wurde, wie bereits von 1990 bis 1992, wieder zum Frankfurter Südbahnhof geführt.
- S1: Wiesbaden Hbf – Hochheim (Main) – Frankfurt-Höchst – Frankfurt (Main) Hbf – Frankfurt-Hauptwache – Offenbach (Main) Ost
- S2: Niedernhausen – Hofheim (Taunus) – Frankfurt-Höchst – Frankfurt (Main) Hbf – Frankfurt-Hauptwache – Frankfurt (Main) Süd
- S8: Wiesbaden Hbf – Mainz Hbf – Rüsselsheim – Frankfurt-Flughafen – Frankfurt (Main) Hbf – Frankfurt-Hauptwache – Offenbach (Main) Ost – Hanau Hbf

#### Frankfurt–Langen–Darmstadt
1997 wurde die S3 nach Darmstadt und die S4 nach Langen verlängert, gleichzeitig wurde der S-Bahn-Betrieb der S3 zwischen Frankfurt-Höchst und Bad Soden eingestellt. Da die beiden Linien nun den Bahnhof Stresemannallee planmäßig anfuhren, wurde die Endstation von S5 und S6 von dort auf den Südbahnhof zurückverlegt.
- S3: Bad Soden (Taunus) – Eschborn – Frankfurt (Main) West – Frankfurt (Main) Hbf – Frankfurt-Hauptwache – Frankfurt (Main) Süd – Langen (Hessen) – Darmstadt Hbf
- S4: Kronberg (Taunus) – Eschborn – Frankfurt (Main) West – Frankfurt (Main) Hbf – Frankfurt-Hauptwache – Frankfurt (Main) Süd – Langen (Hessen)
- S5: Friedrichsdorf – Bad Homburg – Oberursel (Taunus) – Frankfurt (Main) West – Frankfurt (Main) Hbf – Frankfurt-Hauptwache – Frankfurt (Main) Süd
- S6: Friedberg – Groß Karben – Bad Vilbel – Frankfurt (Main) West – Frankfurt (Main) Hbf – Frankfurt-Hauptwache – Frankfurt (Main) Süd

#### Bischofsheim–Wiesbaden
1999 wurde eine dritte S-Bahn-Verbindung nach Wiesbaden Hauptbahnhof eingeführt: Die S9 fährt zwischen Hanau Hauptbahnhof und Bischofsheim (Mainspitze) parallel zur S8 und dann über die Kostheimer Spange und Mainz-Kastel weiter nach Wiesbaden (anfangs ohne Halt in Wiesbaden Ost). Dadurch wurde es möglich, mit drei Linien auf drei verschiedenen Wegen nach Wiesbaden zu fahren.
- S9: Wiesbaden Hbf – Mainz-Kastel – Rüsselsheim – Frankfurt-Flughafen – Frankfurt (Main) Hbf – Frankfurt-Hauptwache – Offenbach (Main) Ost – Hanau Hbf

#### Frankfurt–Riedstadt-Goddelau
Die S7 als neue S-Bahn-Linie zwischen Frankfurt Hauptbahnhof und Riedstadt-Goddelau wurde 2002 eingeführt – diese erreicht jedoch die Innenstadt wegen des Kapazitätsmangels des Frankfurter S-Bahn-Tunnels sowie wegen fehlender Weichenverbindung nicht. 2005 wurde mit dem Umbau des Gleisbilds im Bahnhof Frankfurt-Stadion (ehemals Frankfurt-Sportfeld) begonnen, im Zuge dessen die S7 auch auf den S-Bahn-Gleisen den Hauptbahnhof erreichen und gegebenenfalls in die Tunnelstammstrecke geführt werden kann. Seit etwa Anfang Mai 2007 wird in Richtung Riedstadt-Goddelau ein neues Verbindungsgleis befahren, womit die S7 in dieser Richtung wieder an der Station Stadion halten kann. Seit dem Fahrplanwechsel Dezember 2004 fahren die S7-Züge in einem 28/32-Minuten-Rhythmus.
- S7: Riedstadt-Goddelau – Mörfelden – Walldorf – Frankfurt-Stadion – Frankfurt (Main) Hbf

#### Offenbach–Dietzenbach/Rödermark-Ober-Roden
Nach langer Planungszeit gingen 2003 die Linien der Rodgaubahn nach Dietzenbach (S2) und Rödermark-Ober-Roden (S1) in Betrieb. Seitdem herrscht ein reiner Fünf-Minuten-Takt bis Offenbach (Main) Ost (nur in der HVZ) und ein reiner Fünf-Minuten-Takt bis Frankfurt (Main) Süd. Anfangs gab es auf diesen beiden Strecken große Verspätungen, die durch nicht einwandfrei funktionierende Signale verursacht waren. Aufgrund des Kapazitätmangels in der Stammstrecke endeten die im Berufsverkehr eingesetzten Verstärkerzüge der S2 von Dezember 2003 bis Juni 2010 von Dietzenbach kommend am Offenbacher Hauptbahnhof und von Niedernhausen kommend am Frankfurter Hauptbahnhof. Nach Umbau der Signaltechnik auf der Stammstrecke fahren diese Verstärkerzüge durchgängig bis Niedernhausen im 15-Minuten-Takt.
- S1: Wiesbaden Hbf – Hochheim (Main) – Frankfurt-Höchst – Frankfurt (Main) Hbf – Frankfurt-Hauptwache – Offenbach (Main) Ost – Rödermark-Ober-Roden
- S2: Niedernhausen – Hofheim (Taunus) – Frankfurt-Höchst – Frankfurt (Main) Hbf – Frankfurt-Hauptwache – Offenbach (Main) Ost – Dietzenbach Bahnhof

### Neue Stationen
Von 1978 bis 2008 wurden insgesamt 7 Stationen an bestehenden Strecken hinzugefügt. Am 1. Dezember 1998 wurde die von der S5 bediente Station Stierstadt (siehe Bahnhöfe in Oberursel) und 1999 die von der S4 bediente Station Kronberg Süd (siehe Bahnhöfe in Kronberg (Taunus)) eröffnet. Am 11. Januar 1999 erfolgte die Eröffnung der S-Bahn-Station Messe zwischen Westbahnhof und Galluswarte (Linien S3–S6). Diese liegt direkt im Messegelände und bietet so den Besuchern einen optimalen Zugang. Die von der S2 bediente Station Eppstein-Bremthal wurde am 14. Januar 2001 und die von der S3 sowie der S4 bediente Station Langen-Flugsicherung am 20. Oktober 2002 eröffnet. Am 13. Mai 2007 wurde der von der S2 bediente Haltepunkt Frankfurt-Zeilsheim eröffnet, am 31. Oktober 2008 der von der S3 bediente, eingleisige Haltepunkt Schwalbach Nord.
Im November 2016 begann zur Erschließung des Frankfurter Stadtteils Gateway Gardens der Bau einer 4 Kilometer langen Neubaustrecke zwischen den Stationen Frankfurt-Stadion und Frankfurt (Main) Flughafen Regionalbahnhof. Der westliche Teil der Neubaustrecke verläuft in einem etwa 2 Kilometer langen Tunnel, der östlich an den im Bereich des Terminals 1 des Flughafens Frankfurt bestehenden S-Bahn-Tunnel der Flughafenschleife Frankfurt anschließt und der die neue Tunnelstation Gateway Gardens umfasst. Die Neubaustrecke wurde am 15. Dezember 2019 in Betrieb genommen. Die durch den neuen Streckenabschnitt überflüssig gewordene Bestandsstrecke wurde zurückgebaut.

### Modernisierungen
Seit Anfang 2013 ist eine schrittweise Auffrischung der Stammstreckenbahnhöfe im Gange. Diese zeigten sich in den letzten Jahren durch zunehmenden Vandalismus und die aus Brandschutzgründen erforderliche Entfernung der Deckenverkleidungen in einem immer schlechteren optischen Zustand. Den Anfang machte dabei die Station Frankfurt Hbf (tief), deren Wände weiß und grün statt zuvor weiß und orange gestrichen wurden und deren Säulen mit verspiegelten Mosaiksteinchen verkleidet wurden. Fortgesetzt wurde das Programm 2014 mit dem Modernisierungsbeginn an der Taunusanlage, welche zuvor ebenfalls durch Vandalismus und eindringendes Grundwasser stark heruntergekommen war. Hier wurden die Wände abhängig von der Bahnsteigseite blau und grün gestrichen, die Treppenaufgänge erneuert sowie die Decke abgedichtet.
In den Jahren 2015 bis 2018 war die Tunnelstrecke zwischen Hauptbahnhof und Frankfurt Süd bzw. Frankfurt-Mühlberg mehrfach über längere Zeit (2015, 2016 und 2018 in den Sommerferien, darüber hinaus auch in einigen Jahren in den Osterferien und an „Brückentag“-Wochenenden) vollständig gesperrt, um ein neues elektronisches Stellwerk für rund 95 Millionen Euro zu bauen. Gleichzeitig wurden mehrere Stationen grundlegend modernisiert und an die aktuellen Brandschutzvorschriften angepasst.
In den nächsten Jahren soll noch der Flughafenbahnhof saniert werden. Für den Bahnhof Konstablerwache sind bislang keine Planungen veröffentlicht worden.
Vom 31. Juli bis 18. August 2006 war der Stammstreckentunnel zwischen Hauptbahnhof und Konstablerwache vollständig gesperrt, um 30 Weichen auszutauschen.

### Einführung des Nachtverkehrs
Zum Fahrplanwechsel 2017/18 wurde ein durchgängiger Nachtverkehr in Wochenendnächten eingeführt. Aufgrund nächtlicher Sperrungen des City-Tunnels fuhren die Bahnen in einer ersten Phase nachts auf veränderten Linienwegen.
- S1: Wiesbaden Hbf – Hochheim (Main) – Frankfurt-Höchst – Frankfurt (Main) Hbf – Frankfurt (Main) Süd – Offenbach (Main) Hbf – Rödermark-Ober-Roden
- S3: Frankfurt (Main) Süd – Langen (Hessen) – Darmstadt Hbf
- S4: Kronberg (Taunus) – Eschborn – Frankfurt (Main) West – Frankfurt (Main) Hbf
- S5: Friedrichsdorf – Bad Homburg – Oberursel (Taunus) – Frankfurt (Main) West – Frankfurt (Main) Hbf
- S8: Wiesbaden Hbf – Mainz Hbf – Rüsselsheim – Frankfurt-Flughafen – Frankfurt (Main) Hbf – Frankfurt (Main) Süd – Offenbach (Main) Hbf – Hanau Hbf

Nach Fertigstellung des Elektronischen Stellwerkes im City-Tunnel wurde im August 2018 der vollständige Nachtbetrieb aufgenommen.
- S1: Wiesbaden Hbf – Hochheim (Main) – Frankfurt-Höchst – Frankfurt (Main) Hbf – Frankfurt-Hauptwache – Offenbach (Main) Ost – Rödermark-Ober-Roden
- S2: Niedernhausen – Hofheim (Taunus) – Frankfurt-Höchst – Frankfurt (Main) Hbf – Frankfurt-Hauptwache – Offenbach (Main) Ost – Dietzenbach Bahnhof
- S3: Bad Soden (Taunus) – Eschborn – Frankfurt (Main) West – Frankfurt (Main) Hbf – Frankfurt-Hauptwache – Frankfurt (Main) Süd
- S4: Kronberg (Taunus) – Eschborn – Frankfurt (Main) West – Frankfurt (Main) Hbf – Frankfurt-Hauptwache – Frankfurt (Main) Süd – Langen (Hessen) – Darmstadt Hbf
- S5: Friedrichsdorf – Bad Homburg – Oberursel (Taunus) – Frankfurt (Main) West – Frankfurt (Main) Hbf – Frankfurt-Hauptwache – Frankfurt (Main) Süd
- S6: Friedberg – Groß Karben – Bad Vilbel
- S7: Riedstadt-Goddelau – Mörfelden – Walldorf – Frankfurt-Stadion – Frankfurt (Main) Hbf
- S8: Wiesbaden Hbf – Mainz Hbf – Rüsselsheim – Frankfurt-Flughafen – Frankfurt (Main) Hbf – Frankfurt-Hauptwache – Offenbach (Main) Ost – Hanau Hbf

## Linien
Seit Ende 2024 sieht das Liniennetz wie folgt aus:
| Linie | Linienverlauf                                             | Eröffnung | Länge (in km) | Bahnhöfe | Fahrzeit (in min) | Durchschnitts- geschwindigkeit (in km/h) | Strecke |
| ----- | --------------------------------------------------------- | --------- | ------------- | -------- | ----------------- | ---------------------------------------- | --- |
| S1    | Wiesbaden Hbf ↔ Rödermark-Ober-Roden                      | 1978–2003 | 72,1          | 32       | 87                | 49,72                                    | Taunus-Eisenbahn – Main-Lahn-Bahn – City-Tunnel Frankfurt – City-Tunnel Offenbach – Rodgaubahn                 |
| S2    | Niedernhausen (Taunus) ↔ Dietzenbach Bhf                  | 1978–2003 | 54,7          | 27       | 68                | 48,26                                    | Main-Lahn-Bahn – City-Tunnel Frankfurt – City-Tunnel Offenbach – Rodgaubahn                                    |
| S3    | Bad Soden (Taunus) ↔ Frankfurt Süd                        | 1978–1997 | 22,6          | 18       | 36                | 37,67                                    | Limesbahn – Kronberger Bahn – Homburger Bahn – City-Tunnel Frankfurt                                           |
| S4    | Kronberg (Taunus) ↔ Frankfurt Süd                         | 1978–1997 | 21,1          | 16       | 33                | 38,36                                    | Kronberger Bahn – Homburger Bahn – City-Tunnel Frankfurt                                                       |
| S5    | Friedrichsdorf (Taunus) ↔ Frankfurt Süd                   | 1978–1990 | 28,9          | 17       | 39                | 44,46                                    | Homburger Bahn – City-Tunnel Frankfurt                                                                         |
| S6    | Friedberg (Hessen) ↔ Groß Karben ↔ Langen ↔ Darmstadt Hbf | 1978–1997 | 65,1          | 33       | 80                | 48,83                                    | Main-Weser-Bahn – Homburger Bahn – City-Tunnel Frankfurt – Main-Neckar-Bahn                                    |
| S7    | Riedstadt-Goddelau ↔ Frankfurt Hbf                        | 2002      | 35,2          | 10       | 36                | 58,67                                    | Riedbahn |
| S8    | Wiesbaden Hbf ↔ Mainz Hbf ↔ Offenbach Ost (↔ Hanau Hbf)   | 1978–1995 | 70,3          | 29       | 84                | 43,86                                    | Mainbahn – Flughafen-S-Bahn – City-Tunnel Frankfurt – City-Tunnel Offenbach – Kinzigtalbahn                    |
| S9    | Wiesbaden Hbf ↔ Mainz-Kastel ↔ Hanau Hbf                  | 2000      | 66,1          | 26       | 77                | 51,51                                    | Taunus-Eisenbahn – Mainbahn – Flughafen-S-Bahn – City-Tunnel Frankfurt – City-Tunnel Offenbach – Kinzigtalbahn |

Während der Landesgartenschau 2010 in Bad Nauheim wurde die S6 am Wochenende teilweise über Friedberg hinaus bis Bad Nauheim verlängert. Ab und zu fahren auch heute noch S-Bahn-Triebzüge als Leerfahrten von Friedberg nach Bad Nauheim, um dort zwecks nötiger Gleiswechsel in Friedberg zu wenden.
Von 1979 bis 1997 war die Sodener Bahn zwischen Bad Soden am Taunus und Höchst Teilstück der Linie S3. Seitdem wird die Verbindung unabhängig vom S-Bahn-Betrieb als RB 11 geführt, die zunächst durch die Hessische Landesbahn mit Triebzügen der Typen VT 2E, BR 628 und Alstom Coradia Lint, später Coradia Continental bedient wurde, seit April 2023 ist die Regionalverkehre Start Deutschland für den Betrieb zuständig. Aufgrund von dortigen Betriebsschwierigkeiten wurde der Betrieb der Linie RB 11 am 25. September 2023 vorübergehend an die S-Bahn Rhein-Main vergeben. Da die Strecke schon seit längerer Zeit regelmäßig weiterhin für Überführungsfahrten ohne Fahrgäste durch die S-Bahn Rhein-Main genutzt wurde, war dies ohne großen Zusatzaufwand möglich.
Zum Fahrplanwechsel 2024/2025 am 15. Dezember 2024 gab es aufgrund der Inbetriebnahme der neu gebauten S-Bahn-Strecke zwischen dem Frankfurter Westbahnhof und Bad Vilbel Änderungen in den Linienführungen. So wurde die bislang am Frankfurter Südbahnhof endende S6 bis Darmstadt verlängert (dabei zwischen Groß-Karben und Langen im 15-Minuten-Takt verkehrend), die S3 und S4 enden dafür von Norden kommend bereits am Südbahnhof. Dazu ändern die S3, S4, S5 und S6 ihre Zeitlagen.

### Ehemalige Linien und ehemaliger Linienverlauf
| Linie | Linienverlauf                                                                           | Bemerkung                                     |
| ----- | --------------------------------------------------------------------------------------- | --------------------------------------------- |
| S 14  | Wiesbaden ↔ Mainz ↔ Frankfurt Flughafen Regionalbahnhof ↔ Frankfurt Hbf ↔ Frankfurt Süd | heute Teil der S8                             |
| S 15  | Frankfurt Flughafen Regionalbahnhof ↔ Frankfurt Hbf                                     | heute Teil der S8/S9, Verstärkerlinie der S14 |
| S 13  | Goddelau-Erfelden ↔ Frankfurt Hbf                                                       | heutige S7                                    |
| S 12  | Frankfurt Hbf ↔ Langen ↔ Darmstadt                                                      | heute Teil der S6                             |
| S 11  | Frankfurt Hbf ↔ Dreieich ↔ Rödermark-Ober-Roden                                         | heutige Dreieichbahn                          |
| S 9   | Offenbach Hbf ↔ Rödermark-Ober-Roden                                                    | heute fast vollständig Teil der S1            |
| S 8   | Frankfurt Hbf ↔ Frankfurt Süd ↔ Offenbach ↔ Hanau                                       | heute fast vollständig Teil der S8/S9         |
| S 7   | Frankfurt Hbf ↔ Frankfurt Süd ↔ Maintal ↔ Hanau                                         | Vorläufer der nordmainischen S-Bahn           |
| RB 11 | Frankfurt-Höchst ↔ Frankfurt-Sossenheim ↔ Sulzbach (Taunus) ↔ Bad Soden (Taunus) 1      | Sodener Bahn                                  |

Mit der offiziellen Betriebsaufnahme der S-Bahn Rhein-Main im Jahr 1978 wurden auch die Linien, auf denen weiterhin lokbespannte Züge verkehrten, im Verkehrslinienplan des FVV als S-Bahn gekennzeichnet, so dass dort die Linien S7, S9 sowie S11 bis S14 verzeichnet wurden. Diese Züge fuhren, soweit die Vertaktung mit dem Fernverkehr dies hergab, gleichfalls in regelmäßigen Taktabständen. Ausgenommen blieb nur die Strecke nach Dietzenbach, die als R10 bezeichnet und wenige Jahre später stillgelegt wurde; diese ist heute als Teil der S2 reaktiviert. Mit dem Übergang zum RMV entfiel die Kennzeichnung dieser Strecken als S-Bahn, wobei dies wegen der Netzerweiterungen auch weitgehend obsolet geworden war. Aus dem Ursprungsnetz sind bis heute lediglich die nordmainische Strecke von Frankfurt nach Hanau und die Dreieichbahn nicht in den S-Bahn-Betrieb integriert worden.
Hierbei handelte es sich, mit Ausnahme der Linien S14 und S15, allerdings um lokomotivbespannte Wendezüge.

## Bahnhöfe

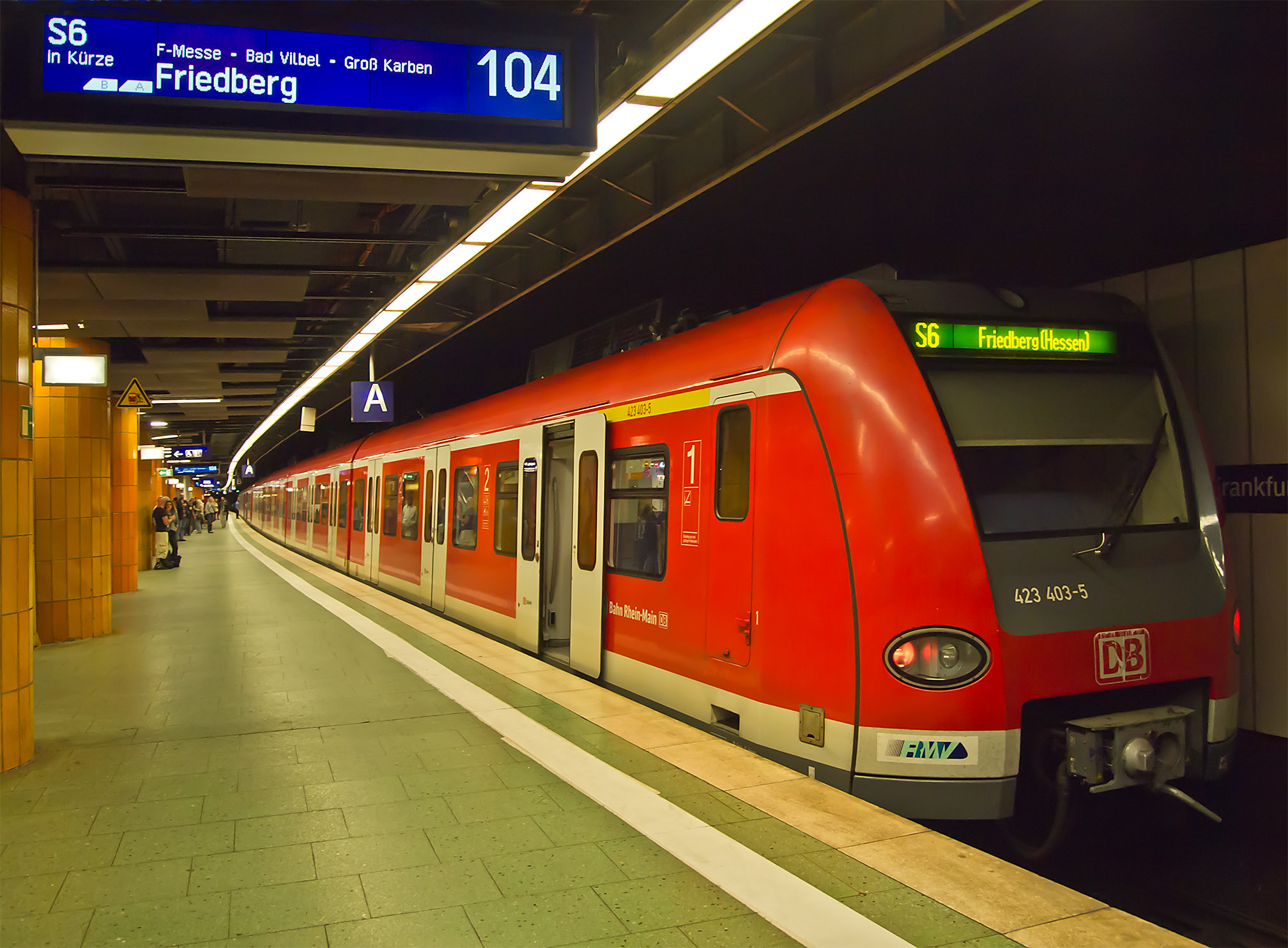
S6 im Tiefbahnhof des Frankfurter Hauptbahnhofs

Der zentrale Knoten im S-Bahn-Netz des Rhein-Main-Gebiets ist der Frankfurter Hauptbahnhof, wo alle Linien zusammenlaufen. Außer der Linie S7 benutzen alle Linien den Tiefbahnhof. Die S7 und einige Züge der S2, S8 und S9 enden in der Haupthalle des Bahnhofs. Am Hauptbahnhof laufen die nördlichen Linien (S3–S6, von der Galluswarte kommend), die westlichen Linien (S1–S2 von Griesheim kommend) und die westlichen/südwestlichen Linien (S7–S9 von Niederrad kommend) zusammen. Der Tiefbahnhof besitzt vier Gleise (zwei Richtungsbahnsteige), von denen die beiden inneren Gleise von den westlichen, die beiden äußeren von den nördlichen Linien befahren werden.
Weitere Umsteigeknoten in der Frankfurter Innenstadt sind die Bahnhöfe Hauptwache (U-Bahn-Linien U1–U3 und U8 sowie U6/U7), Konstablerwache (U-Bahn-Linien U4/U5 und U6/U7, Straßenbahn und Bus), Südbahnhof (U-Bahn-Linien U1–U3 sowie U8 und Straßenbahn) und Galluswarte (Straßenbahn). Von Berufspendlern und Messebesuchern intensiv genutzte Stationen sind Taunusanlage und Messe. Hinter der Station Ostendstraße verzweigen sich die südlichen (S3–S6) und östlichen (S1, S2, S8/S9) Linien.

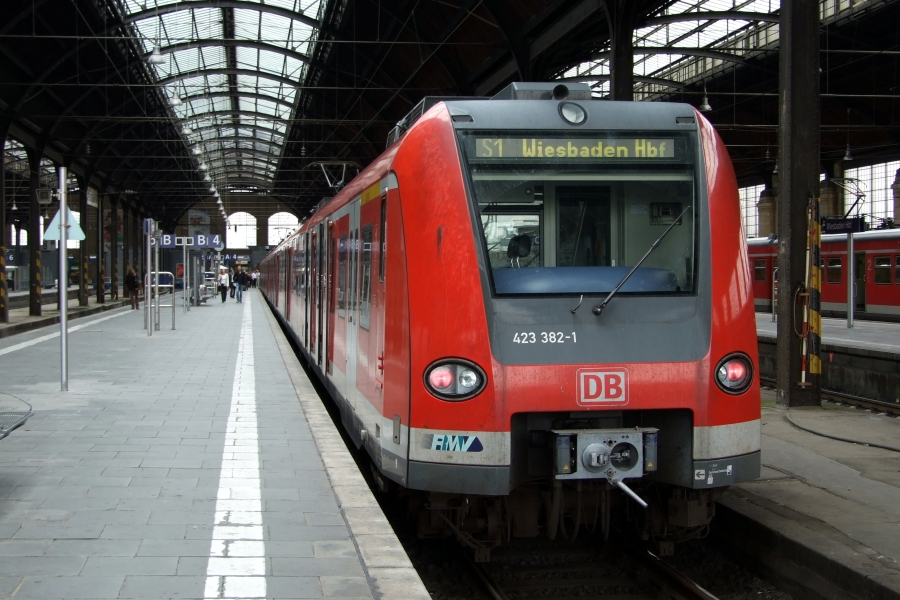
S1 im Wiesbadener Hauptbahnhof

Anschluss an den Fernverkehr besteht in Frankfurt am Hauptbahnhof (alle Linien), am Flughafen Regionalbahnhof (S8/S9; mit Fußweg zum Fernbahnhof), am Westbahnhof (S3 bis S6), sowie am Südbahnhof (S3 bis S6), daneben in Mainz Hbf (S8), Wiesbaden Hbf (S1, S8/S9), Darmstadt Hbf (S6), Hanau Hbf (S8/S9) und Friedberg (S6). Die Bahnhöfe Höchst (S1/S2) und Frankfurt-West (S3 bis S6) sind wichtige Knoten des Regionalverkehrs mit Bedeutung für den ganzen westlichen bzw. nördlichen Teil des Ballungsraums.

## Flussquerungen

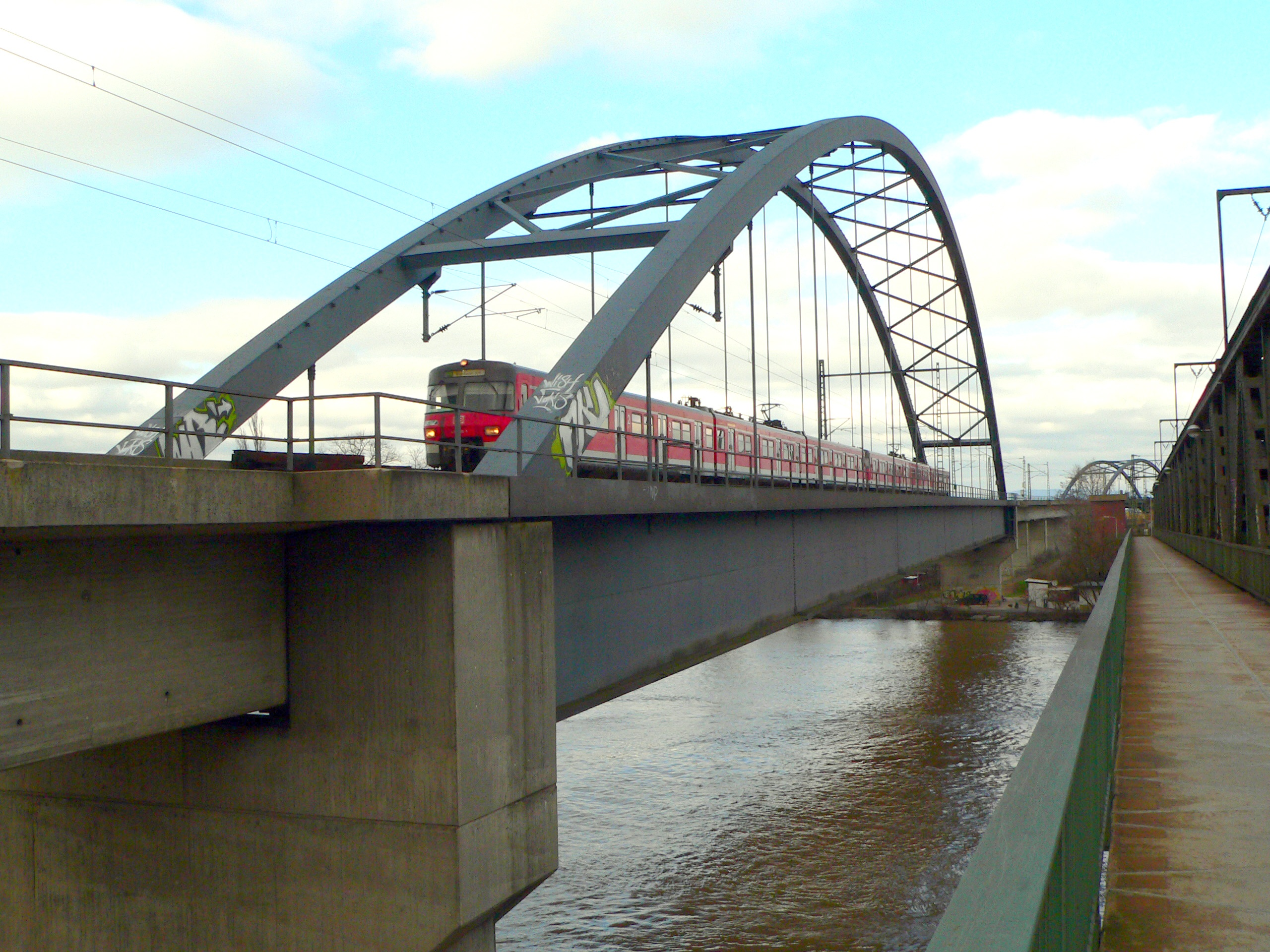
Neue Niederräder Brücke

Die S-Bahn kreuzt drei der vier größten Flüsse der Region mithilfe von insgesamt neun Brücken und einem Tunnel:
- Den Rhein kreuzt die Linie S8 zweimal, nämlich über die
  - Kaiserbrücke zwischen Mainz-Nord und Wiesbaden-Ost und die
  - Südbrücke zwischen Mainz Römisches Theater und dem Bahnhof Mainz-Gustavsburg.
- Den Main quert die S-Bahn an fünf Stellen. Dabei queren alle Linien den Fluss mindestens einmal. Die S8 bis Hanau kreuzt den Main dreimal (bis Offenbach Ost nur zweimal), die S9 viermal:
  - Die Linien S8 und S9 queren den Fluss über die Steinheimer Mainbrücke, zwischen den Stationen Hanau Hauptbahnhof und Steinheim.
  - Der City-Tunnel Frankfurt unterfährt den Main zwischen den Stationen Ostendstraße und Lokalbahnhof/Mühlberg, die Verzweigung befindet sich etwa unter dem südlichen Flussufer, diesen Tunnel nutzen alle Linien außer der S7.
  - Die Alte Niederräder Brücke nutzt die S7 zwischen Frankfurt-Hauptbahnhof und Niederrad.
  - Über die unmittelbar benachbarte Neue Niederräder Brücke kreuzen die Linien S8 und S9 den Main, ebenfalls zwischen Frankfurt-Hauptbahnhof und Niederrad.
  - Über die Eisenbahnbrücke Hochheim nimmt die Linie S9 zwischen den Stationen Mainz-Bischofsheim und Mainz-Kastel die „Abkürzung“ vom Frankfurter Flughafen nach Wiesbaden.
- Die Nidda wird an drei Stellen überquert, nämlich jeweils einmal von den Linien S1 bis S6. Die Line S6 verkehrt streckenweise unmittelbar neben der Nidda, kreuzt sie jedoch nur ein Mal:
  - Zwischen den Stationen Bad Vilbel und Bad Vilbel Süd, befahren von der Linie S6,
  - die Brücke der Homburger Bahn zwischen Frankfurt-Westbahnhof und Rödelheim, befahren von den Linien S3–S5, und
  - die jüngere der beiden Eisenbahnbrücken in Frankfurt-Nied, nämlich die der Main-Lahn-Bahn, befahren von den Linien S1 und S2.

Der vierte größere Fluss der Region, die Kinzig, hat derzeit noch keinen Berührungspunkt mit dem S-Bahn-Netz. Dies wird sich erst mit dem Bau der nordmainischen S-Bahn-Strecke nach Hanau ändern, da die bestehende Bahnstrecke Frankfurt–Hanau die Kinzig unmittelbar nördlich des Bahnhofs Hanau West, der betrieblich ein Teil von Hanau Hauptbahnhof ist, auf einer Brücke aus dem Jahr 1926 überquert.

## Tunnel

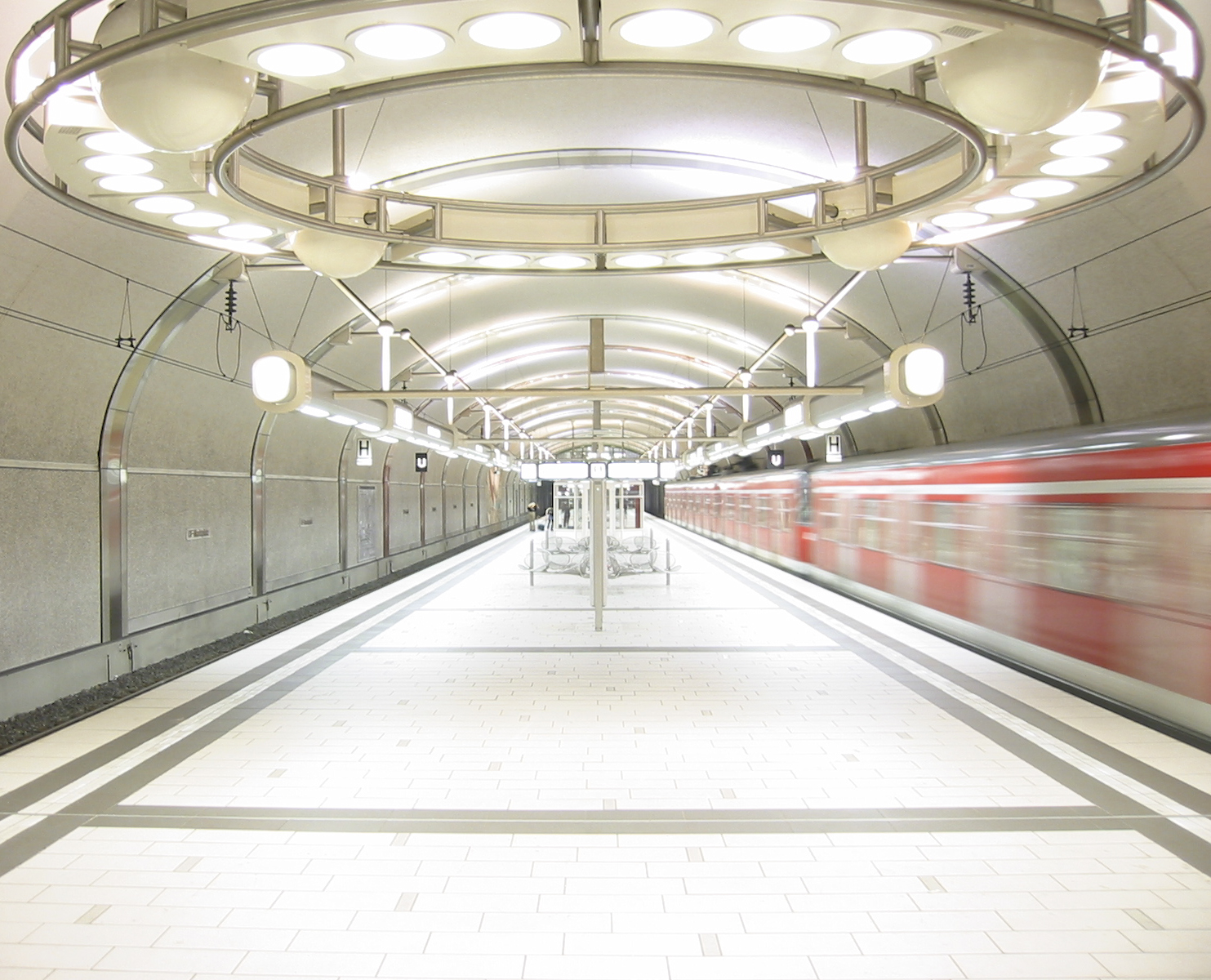
Der City-Tunnel Offenbach ist das Rückgrat der östlichen Linien (S1, S2, S8, S9).

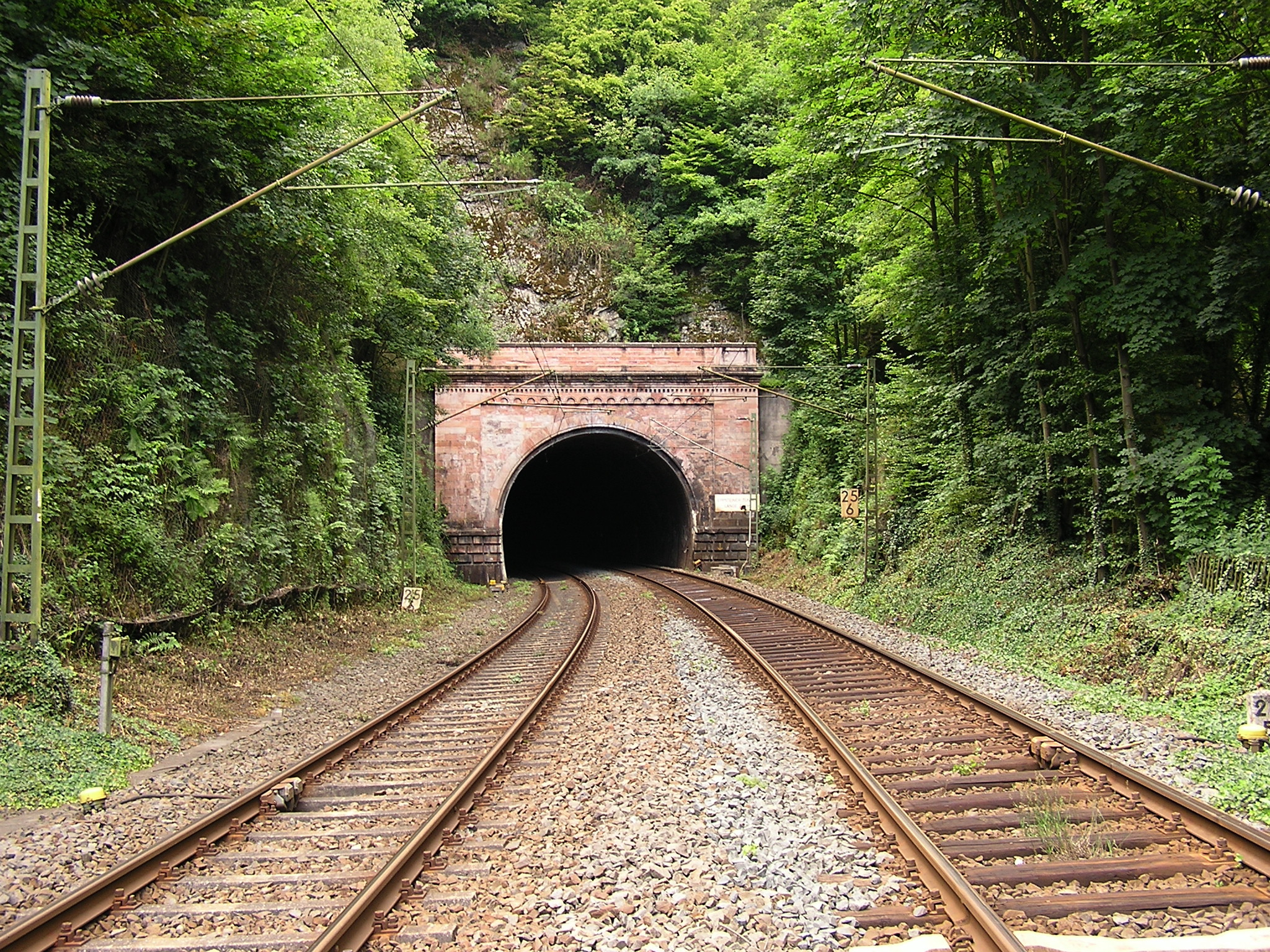
Südportal des alten Eppsteiner Tunnels

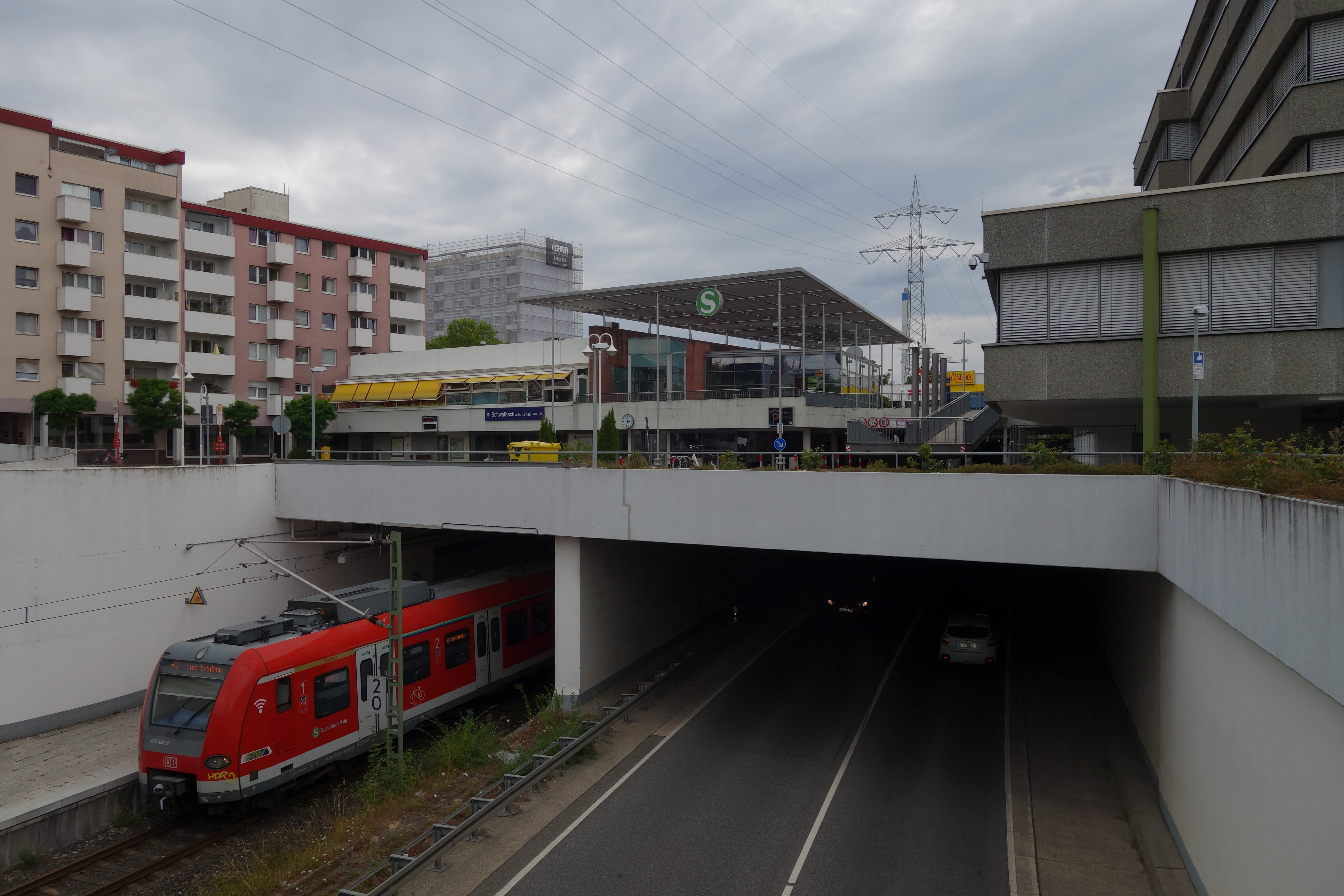
Südliche Ausfahrt der Station Schwalbach Limes

Im S-Bahn-Netz gibt es sechs Tunnel:
- Durch den City-Tunnel Frankfurt fahren alle S-Bahnen mit Ausnahme der S7. Ebenfalls nicht in den Tunnel fahren die am Frankfurter Hauptbahnhof endenden Kurzpendelzüge der S1 und der S8 sowie in der Schwachlastzeit auch die von Wiesbaden kommende S9. Nach der Mainunterquerung verzweigt der Tunnel zum Bahnhof Frankfurt-Süd und in Richtung Offenbach am Main. Er hat sieben unterirdische Bahnhöfe und ist etwa 6,4 Kilometer lang. Im Abschnitt Hauptwache–Konstablerwache liegen zwei weitere äußere U-Bahn-Gleise. Auf dem Bahnhof Konstablerwache kann in Fahrtrichtung am selben Bahnsteig in die U-Bahn U6 und U7 umgestiegen werden. Als einziger Eisenbahntunnel unterquert er neben der U-Bahn-Strecke A den Main. Ein Abzweig zur geplanten nördlichen Linie nach Hanau ist vorbereitet.

Im Jahr 2010 wurde durch die Modernisierung der Zugsicherung die Kapazität um 2 Züge pro Stunde auf 24 Züge erhöht. Seitdem sind die unterbrochenen Verstärkerlinien der S2 durchgebunden, in München dagegen konnte man die Leistung auf 30 Züge pro Stunde erhöhen. Eine gleiche Kapazitätssteigerung in Frankfurt hätte allerdings den Einbau von Linienzugbeeinflussung auf der Strecke und in die Fahrzeuge erfordert und unterblieb aus Kostengründen.
- Der City-Tunnel Offenbach ist 3,7 Kilometer lang und besitzt drei unterirdische Bahnhöfe, die von den Linien S1, S2, S8 und S9 bedient werden. Eröffnung: 1995

- Auf der Flughafenschleife Frankfurt gibt es einen Tunnel, der mehrere Autobahnen und Gebäude unterquert und der im Bereich des Terminals 1 des Flughafens Frankfurt einen dreigleisigen unterirdischen Regionalbahnhof besitzt. Hier halten die Linien S8, S9 sowie Regionalzüge, daneben in der Nacht auch ein Fernzugpaar. Bis zur Eröffnung des Flughafen-Fernbahnhofs 1999 hielten hier auch Intercity-Züge. Zum Fahrplanwechsel am 15. Dezember 2019 wurde der ursprünglich 2,2 Kilometer lange Tunnel um etwa 2 Kilometer in Richtung Osten verlängert, wobei der neue Tunnelabschnitt die Tunnelstation Gateway Gardens umfasst.

- In Mainz verkehrt die S8 in Richtung Wiesbaden durch die beiden alten nacheinander liegenden Eisenbahntunnel zwischen Mainz Römisches Theater und Mainz Hauptbahnhof, in der Gegenrichtung befährt sie den durchgehenden „Neuen Mainzer Tunnel“.

- Der von der Linie S3 bediente (eingleisige) Haltepunkt Schwalbach Limes liegt unterirdisch unter dem Marktplatz der Limesstadt. Der Tunnel, der gemeinsam mit einem parallel verlaufenden Straßentunnel errichtet wurde, ist etwa so lang wie die Station selbst.

- Unmittelbar nördlich des Bahnhofs Eppstein im Taunus (Linie S2) liegt der 1877 erbaute, 210 Meter lange Eppsteiner Tunnel, für den 2010 wegen ansonsten problematischer Sanierungsarbeiten ein Ersatztunnel gebaut wurde.

## Zukunft

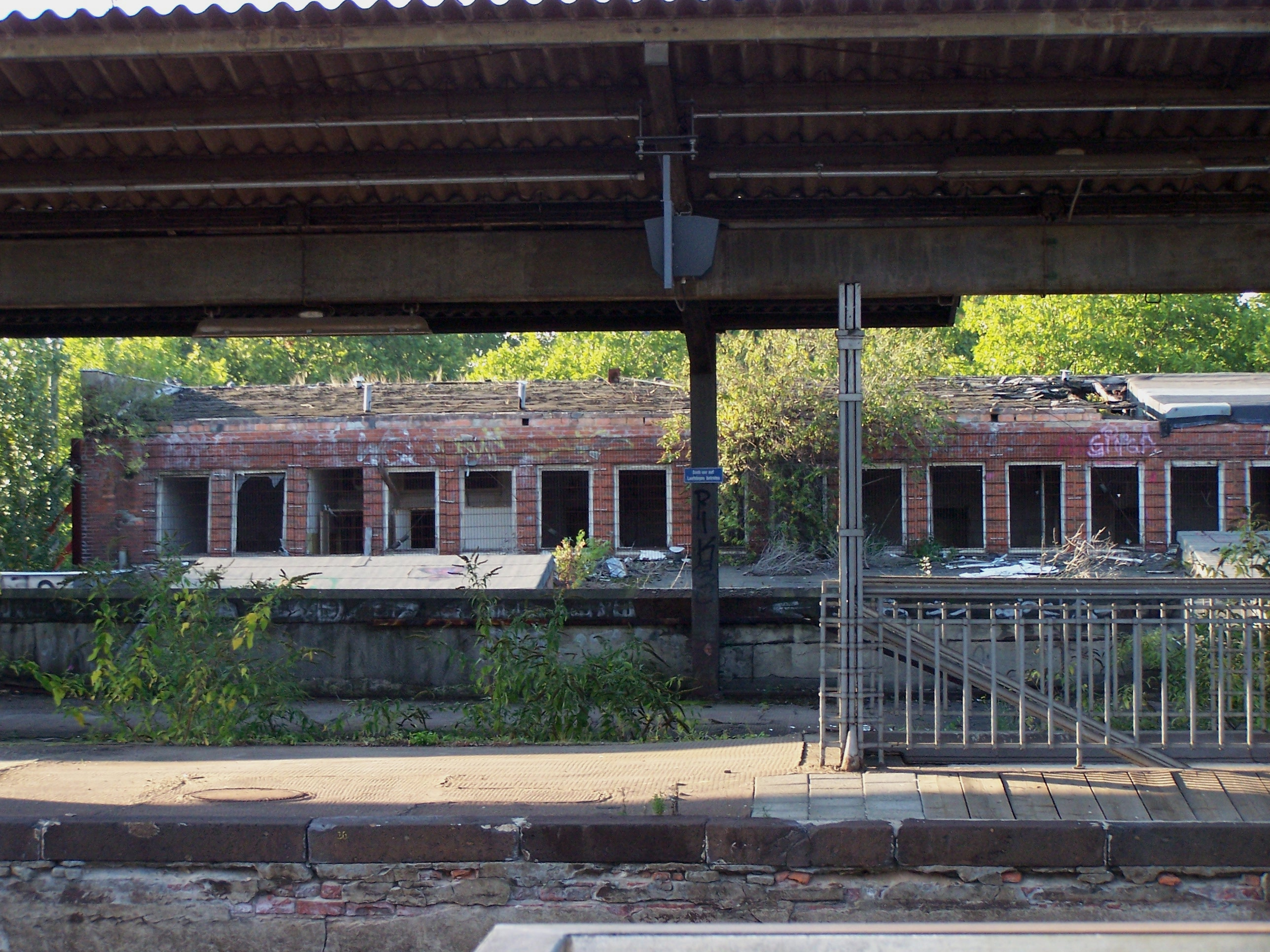
Der Ostbahnhof, bisher ein prominentes Beispiel für Stadtverfall in Frankfurt, wäre Ausgangspunkt der neuen Strecke.

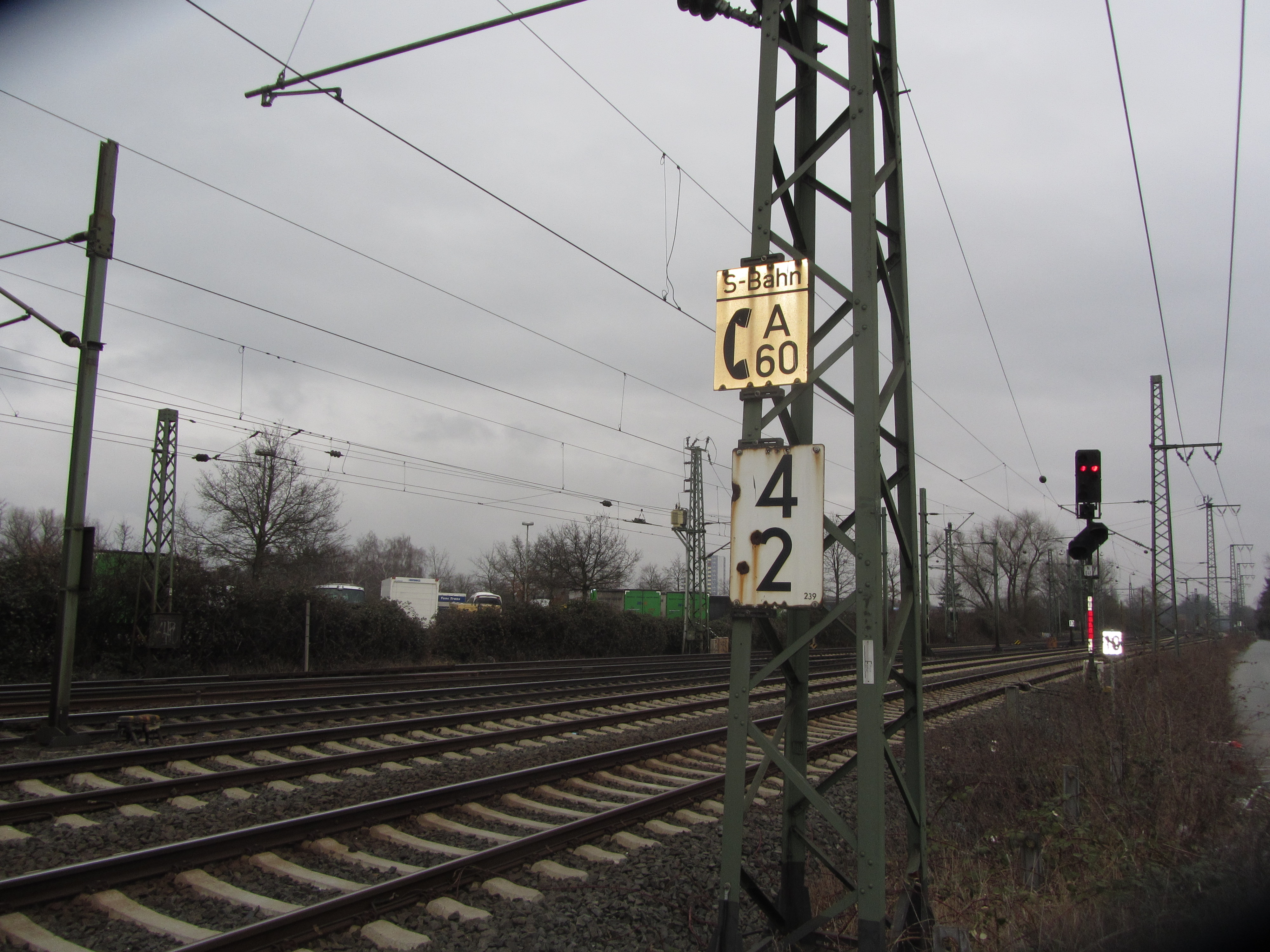
Stumpf der S-Bahn-Strecke für die S6 nach Friedberg, kurz hinter dem Bahnhof Frankfurt-West, in Frankfurt-Bockenheim

### Die Nordmainische Strecke nach Hanau
Zur Komplettierung des ursprünglich geplanten Netzes fehlt noch die Nordmainische S-Bahn über Maintal nach Hanau. Das Planfeststellungsverfahren sollte bis Mitte 2010 eingeleitet werden. Für einzelne Bauwerke – etwa die Beseitigung der schienengleichen Bahnübergänge in Hanau – besteht bereits Baurecht. Im Sommer 2008 ging man von einer Bauzeit von 2012 bis 2016 aus, was jedoch nicht realisiert werden konnte. Das Planfeststellungsverfahren für die Nordmainische S-Bahn wurde im Jahr 2014 für alle drei Abschnitte eingeleitet. Im Sommer 2017 fand die Offenlage der 1. Planänderung für den PFA 2 Maintal statt. Die Einwendungsfrist lief bis 25. August 2017. Die Nordmainische S-Bahn soll im Jahr 2028 in Betrieb gehen und in die bestehende S5 integriert werden. Der geplante Streckenverlauf lautet ab 2028 Usingen – Friedrichsdorf – Frankfurt – Hanau. Im Bereich des City-Tunnels sowie am Ostbahnhof gibt es bereits Bauvorleistungen. Die bauvorbereitenden Maßnahmen sollen Ende 2022/Anfang 2023 auf Frankfurter Stadtgebiet beginnen. Der eigentliche Bau soll dann Ende 2023/Anfang 2024 beginnen. Im Zuge des Baues der Strecke wurde in Hanau von 2020 bis 2023 der Bahnübergang an der Frankfurter Straße durch eine Unterführung ersetzt.

### Ausbau nach Friedberg

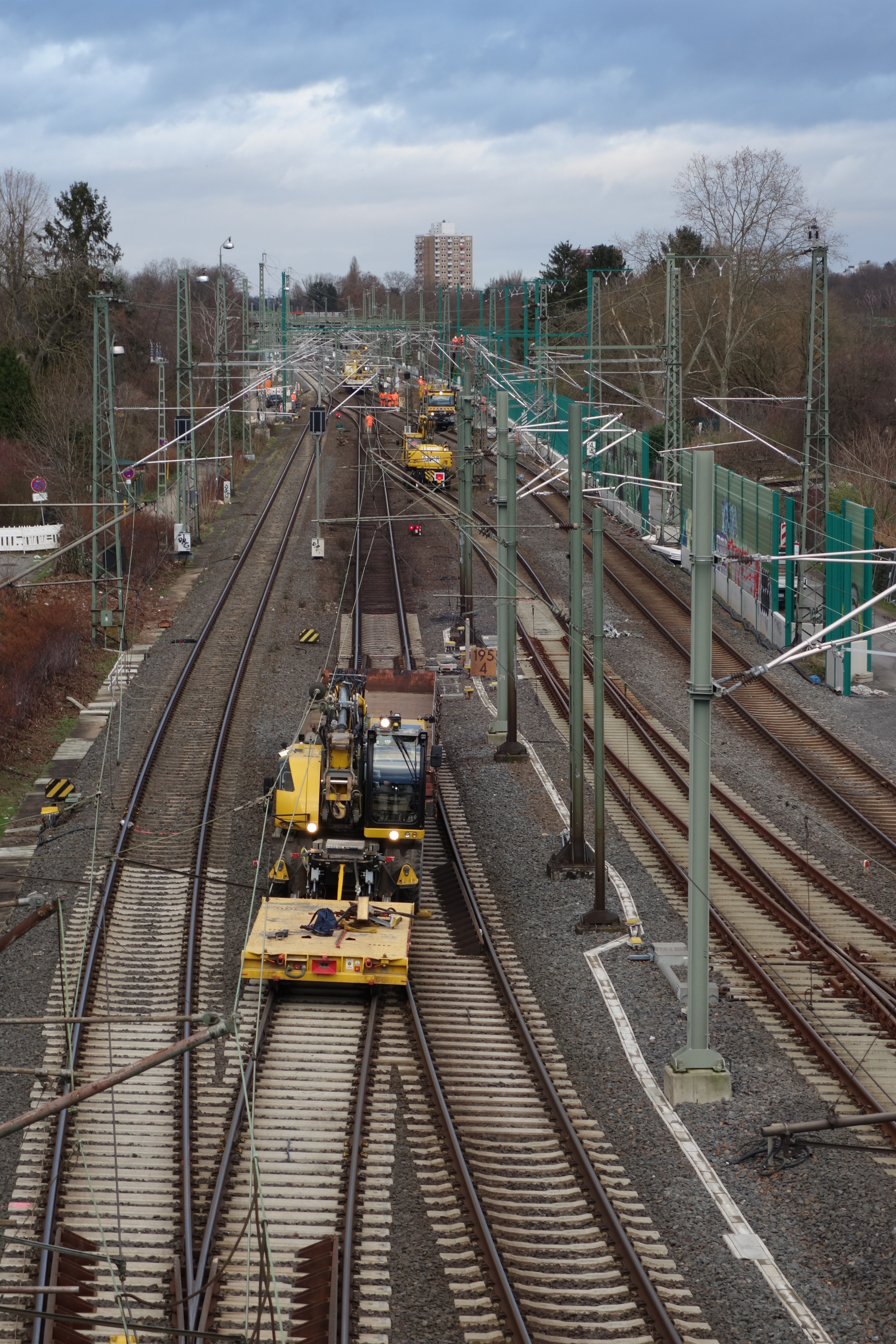
Blick von der Bockenheimer Breitenbachbrücke auf die Main-Weser-Bahn während der Umbauarbeiten im Januar 2024

Die S6 nach Friedberg wird einen eigenen Gleiskörper bekommen, um vom Fern- und Regionalverkehr auf der Main-Weser-Bahn unabhängig zu sein. In den 1980er- und 1990er-Jahren war geplant, die zweigleisige Strecke um ein drittes Gleis zu erweitern. Später wurde die Planung dahingehend geändert, der S6 für ihren kompletten Lauf bis Friedberg eigene zwei Gleise für einen Linienbetrieb unabhängig von Fern-, Regional- und Güterverkehr zu bauen.
Für den ersten Bauabschnitt Frankfurt-West nach Bad Vilbel gab es 2004 einen ersten Planfeststellungsbeschluss, der durch einen ergänzenden Planfeststellungsbeschluss von 2009 geändert wurde. Die Klagen von Anrainern der Strecke gegen den Ausbau wurden endgültig im November 2011 vom Hessischen Verwaltungsgerichtshof abgewiesen. Eine Beschwerde gegen die Nichtzulassung einer Revision dieses Urteils scheiterte im Januar 2013, sodass nunmehr Baurecht besteht. Danach begann die Bauherrin DB Projektbau GmbH mit der Ausführungsplanung. Nach deren Abschluss konnte im Herbst 2017 tatsächlich mit dem Bau begonnen werden. Die Inbetriebnahme war für Dezember 2022 vorgesehen und fand Ende Februar 2024 statt. Der 17 Kilometer lange Abschnitt Bad-Vilbel – Friedberg soll zwischen 2026 und 2030 ausgebaut werden.
Nach Fertigstellung des viergleisigen Ausbaus der Main-Weser-Bahn zwischen Frankfurt und Bad Vilbel wurde das Liniennetz angepasst. Die Linie S6 übernahm die Zeitlage der Linien S3 und S4 und deren Südabschnitt nach Langen und Darmstadt. Die Linien S3 und S4 verkehren stattdessen in der vormaligen Lage der S5 und enden in Frankfurt Süd. Die S5 verkehrt nun wiederum in der vormaligen Lage der S6.

### Weitere Planungen im eigentlichen S-Bahn-Netz

#### Verworfene Planungen
Im S-Bahn-Netz gibt es weitere Streckenplanungen, etwa eine Verlängerung der S1 von Rödermark-Ober-Roden nach Dieburg. Diese Planung wurde jedoch nach einer negativen Kosten-Nutzen-Untersuchung aufgegeben, ebenso die Verlängerung der S7 von Riedstadt-Goddelau nach Biblis oder der Abzweig der S7 nach Groß-Gerau. Weitere an Kosten-Nutzen-Untersuchungen gescheiterte Planungen sind die Verlängerungen der S2 nach Rödermark-Ober-Roden, der S4 nach Darmstadt Hauptbahnhof oder Darmstadt Ost, sowie die Verlängerung der S2 von Niedernhausen nach Idstein.
Mitte der 90er war auch eine S-Bahn-Linie in Planung, die von Frankfurt aus kommend über Rüsselsheim nach Darmstadt geführt werden sollte. Die Bahn sollte von Darmstadt aus kommend noch vor Bischofsheim in einer noch zu bauenden Kurve (Schindbergkurve) nach Frankfurt abbiegen. Dies hätte den Darmstädtern die lang erwünschte Direkt-Anbindung an den Frankfurter Flughafen gegeben. Des Weiteren wäre so eine schnelle Verbindung zwischen Darmstadt und Rüsselsheim entstanden, was für die vielen Pendler eine deutliche Zeitersparnis gebracht hätte. Gescheitert ist dieses Vorhaben an der Gemeinde Bischofsheim, die sich dem Bau einer Kurve auf ihrer Gemarkung verweigerte. Dort verwies man darauf, dass auch ein Fahrtrichtungswechsel im Bischofsheimer Bahnhof möglich sei.

#### Geplante Haltepunkte
Daneben sind an den bestehenden Linien zusätzliche Haltepunkte in Planung, um bisher nicht erschlossene bestehende bzw. in den letzten Jahrzehnten neu entstandenen Siedlungsschwerpunkte an das S-Bahn-Netz anzuschließen. Es sind zum Beispiel neue Stationen zu bauen:
- Mainz-Schott (S8)[24]
- Offenbach-An den Eichen (S8/S9)

Aufgrund des weiter ansteigenden Verkehrsaufkommens und um den Stadtteil Oberrad besser mit der Innenstadt verbinden zu können kommt es seit einigen Jahren vermehrt zu Forderungen, eine S-Bahn-Station namens Frankfurt-Oberrad auf dem Gelände des ehemaligen Oberrader Lokalbahnhofes an der Bahnstrecke Frankfurt Schlachthof–Hanau (heute S-Bahn Linien S1, S2, S8 und S9) zu errichten.

#### Verlängerung der S5 nach Usingen/Grävenwiesbach
Seit 2014 laufen konkrete Planungen, die S5 über Friedrichsdorf bis nach Usingen zu verlängern, was eine Elektrifizierung der Bahnstrecke Friedrichsdorf–Albshausen bis dorthin voraussetzt. Die Umsetzung dieses Vorhabens wurde im Mai 2015 beschlossen. Neben der Elektrifizierung soll der Abschnitt zwischen den Bahnstationen Saalburg und Wehrheim zweigleisig ausgebaut werden. Die Kosten-Nutzen-Analyse bescheinigte dem Vorhaben einen hohen Nutzen.
Gewünscht wird von den lokalen kommunalpolitischen Gremien im Hochtaunuskreis auch eine Verlängerung der S5 über Usingen hinaus bis Grävenwiesbach (Hochtaunuskreis) und Brandoberndorf (Gemeinde Waldsolms im Lahn-Dill-Kreis).

#### Verlängerung der S2 nach Dieburg/Darmstadt via Rödermark
Aktuelle Planungen sehen zudem die Verlängerung der S2 von Dietzenbach über Rödermark-Ober Roden bis Dieburg oder gar bis Darmstadt vor.

#### S-Bahn Plus
Mit dem Projekt „S-Bahn Plus“ fasst die Bahn 13 Einzelprojekte zur Verbesserung der Pünktlichkeit und Zuverlässigkeit zusammen, von denen einige schon abgeschlossen wurden, andere noch laufen.

#### Regionaltangente West
Mit den Regionaltangente West ist ein Zweisystem-Stadtbahn-Netz im Bau, die das bestehende S-Bahn-Netz abschnittsweise mitbenutzen soll.

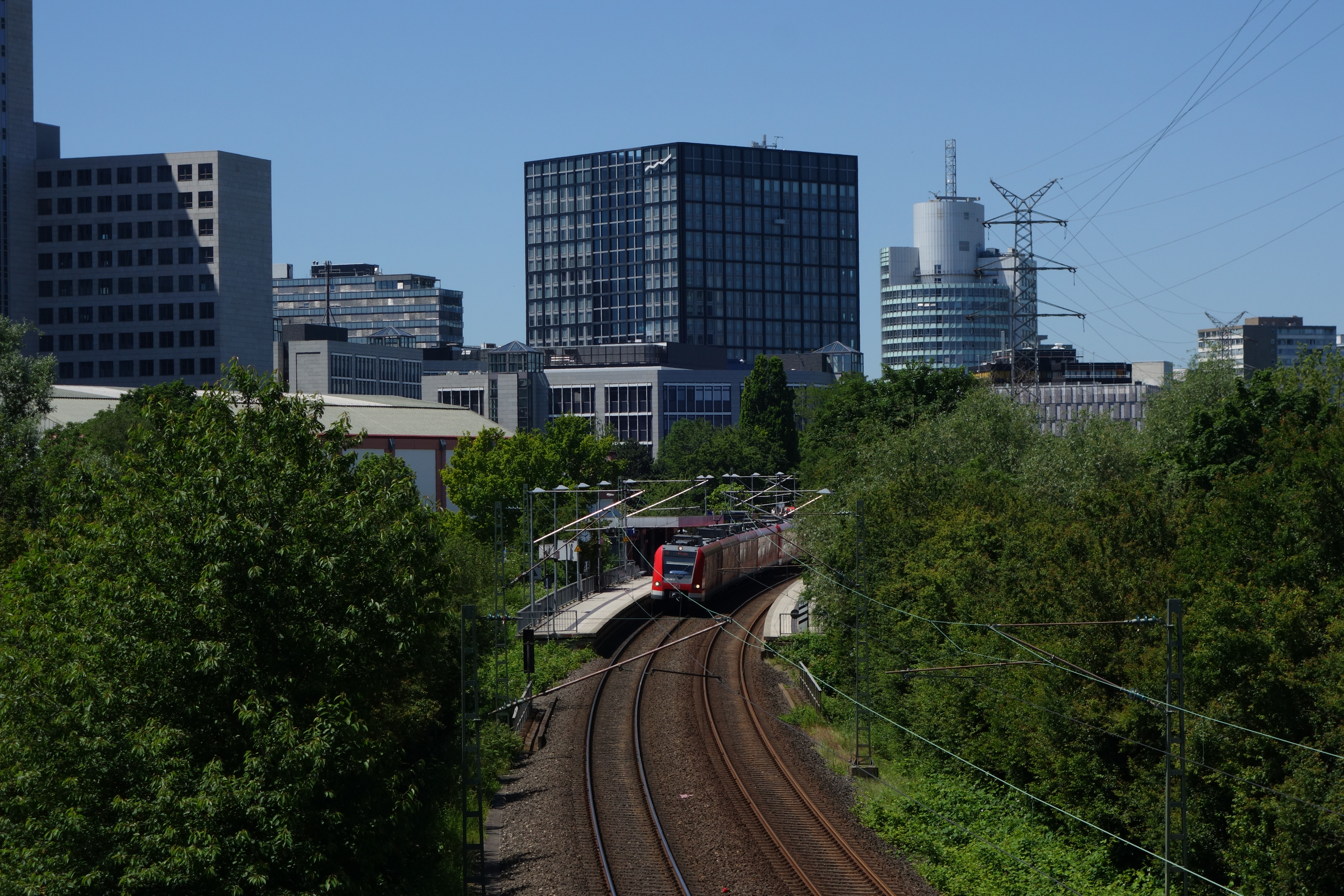
Haltepunkt Eschborn Süd: Hier soll die Regionaltangente West mit der S-Bahn verbunden werden.

Eine Nutzung von Zweisystemstadtbahnfahrzeugen ist im Westen Frankfurts vorgesehen: Beginnend in Bad Homburg bzw. Frankfurt-Praunheim soll die sogenannte Regionaltangente West (RTW) über Eschborn Süd, Sulzbach (Taunus), Frankfurt-Sossenheim, Frankfurt-Höchst, Frankfurt-Flughafen und Frankfurt-Stadion zum Isenburg-Zentrum in Neu-Isenburg bzw. nach Dreieich-Buchschlag verkehren. Die Regionaltangente West soll als Mischbetrieb von Zweisystemstadtbahnwagen auf größtenteils vorhandenen Eisenbahn-/S-Bahn-Strecken verkehren, die ausgebaut und durch Stadtbahnstreckenabschnitte ergänzt werden sollen, was ihre Realisierung – trotz der großen Streckengesamtlänge – recht preisgünstig macht. Ihre Aufgabe liegt primär darin, den Tangentialverkehr zu stärken, den Fahrgästen zeitaufwendige Umwege über die Frankfurter Innenstadt zu ersparen und die Überlastung des Frankfurter City-Tunnels zu reduzieren. Eine Teil-Inbetriebnahme ist für etwa 2026, die Gesamt-Inbetriebnahme für 2028 geplant.

#### Regionaltangente Ost
Nach 2030 soll der Regionaltangente West auch eine Regionaltangente Ost folgen. Diese soll nach Frankfurt-Fechenheim von der Nordmainischen S-Bahn abzweigen und mit einem Zwischenhalt in Bergen-Enkheim die Niddertalbahn anbinden.
Dadurch soll sowohl eine direkte Anbindung der Niddertalbahn an den City-Tunnel Frankfurt als auch eine tangentiale Verbindung von Bad Vilbel über Ost- und Südbahnhof zum Flughafen geschaffen werden. Insgesamt wird wenigstens ein 15-Minuten-Takt angestrebt.
Im weiteren Verlauf ist eine Neubaustrecke angedacht, die unter Einbeziehung der Strecke der U2 Bad Vilbel und Bad Homburg verbinden und dadurch einen Ringschluss zwischen den Regionaltangenten West und Ost herstellen würde.

#### Planungen im Rahmen des Deutschlandtaktes
Im Rahmen der Planungen für den sog. Deutschlandtakt ist ein weiterer Ausbau der S-Bahn Rhein-Main im Sinne fahrplanbasiert abgeleiteter Infrastruktur vorgesehen.
So soll die S7 über Biblis bis nach Worms Hbf verlängert werden. Dort und in Biblis bestünde Anschluss an die S-Bahn Rhein-Neckar. Ebenso ist im Verlauf der S7 ein Anschluss an das Terminal 3 des Rhein-Main Flughafens vorgesehen. Die S7 soll dann durch den Frankfurter City-Tunnel und auf der nordmainischen S-Bahn weitergeführt werden, um dann die als Regionaltangente-Ost geplante Strecke (s. o.) zu nutzen bis Niederdorfelden, von wo sie die heutige Regionalbahnstrecke nutzend bis Glauburg-Stockheim geführt werden soll.
Ab Flughafen Terminal 3 soll eine Linie S9 über Frankfurt Stadion zum Frankfurter Südbahnhof verkehren, die dann über Frankfurt-Ost den oben beschriebenen Streckenverlauf der Regionaltangente Ost bis Bad Vilbel Bahnhof nehmen soll.
Ergänzt werden soll diese Verbindung durch eine Linie S11 von Groß-Gerau Dornberg über Flughafen Terminal 3 und Frankfurt Stadion zum Frankfurter Südbahnhof. Von dort soll diese Linie über Offenbach Hbf und Offenbach Ost bis Rodgau-Dudenhofen verkehren.
Komplett neu soll eine S-Bahnlinie 10 von Frankfurt-Höchst über Nied und Griesheim nach Niederrad und Frankfurt Süd führen. Ab Frankfurt Süd soll diese Linie wie die S11 nach Rodgau-Dudenhofen verlaufen.
Die S-Bahnlinie S2 soll von Dietzenbach über Rödermark-Urberach und Ober-Roden nach Dieburg verlängert werden (s. o.).
Die nordmainisch verlaufende S3 soll von Hanau Hauptbahnhof bis Hanau-Wolfgang verlängert werden.

## Schwierigkeiten und Unfälle

### Sicherheit der Fahrgäste
Um die Sicherheit der Fahrgäste sowie des Personals zu gewährleisten und um Vandalismus entgegenzuwirken, fahren ab 20 Uhr bis Betriebsschluss in den S-Bahnen uniformierte Sicherheitsbegleiter der DB Sicherheit mit.
Zusätzlich fahren zu jeder Tageszeit, vor allem jedoch in den Abendstunden mobile Streifen des Sicherheits- und Ordnungsdienstes (SOD) der DB Sicherheit in einigen der Fahrzeuge mit, um Kriminalität entgegenzuwirken. Diese bestreifen aus demselben Grund auch vor allem in den Abendstunden die Stationen der S-Bahn Rhein-Main.
Eine deutliche Verbesserung im Bezug auf die Sicherheit ist auch, dass zum Fahrplanwechsel im Dezember 2014 die übrigen Fahrzeuge der Baureihe 420, welche nicht durchgängig begehbar waren, durch komplett durchgehend begehbare Fahrzeuge der Baureihe 430 ersetzt wurden.

### Kontrolle der Fahrgäste
Die Fahrkarten werden in den S-Bahn-Fahrzeugen durch uniformierte und zivil gekleidete Kontrolleure der DB Sicherheit und teilweise auch privaten Sicherheitsdiensten im Auftrag der DB geprüft.

### Fehlende Infrastruktur
Ein Nadelöhr des S-Bahn-Systems ist der Frankfurter City-Tunnel. Seine Kapazität wurde im Jahr 2010 von 22 Zügen auf 24 Züge pro Stunde erhöht. Dies geschah durch eine Optimierung des Signalsystems, wobei die Züge aber weiter durch ein konventionelles Signalsystem (mit punktförmiger Zugbeeinflussung, PZB) und nicht, wie in München, durch Linienzugbeeinflussung (LZB) geführt werden. Mit der Umrüstung wurden die Züge der Linie S2, die früher in Frankfurt Hauptbahnhof bzw. Offenbach Hbf endeten, vollständig durchgebunden. Hierfür reichte die mit etwa acht Millionen Euro vergleichsweise günstige Optimierung aus. Für eine weitere Kapazitätssteigerung durch Linienzugbeeinflussung wären etwa 90 Millionen Euro notwendig, so dass eine geplante spätere Umrüstung des S-Bahn-Tunnels auf Linienzugbeeinflussung fallen gelassen wurde und die Linie S7 auch in Zukunft nicht in den City-Tunnel fahren wird.
Ein weiterer Grund für Verspätungen sind zahlreiche Mischbetriebsstrecken, auf denen sich S-Bahnen die Trassen mit dem Güter-, dem Regional- und dem Fernverkehr teilen müssen. Diese verursachen oft Verspätungen, die dann an der Einfädelung zum Innenstadttunnel auch die anderen Linien mitbetreffen. Mischbetrieb findet auf den Strecken der Linien S1, S2, S6–S9 statt. Besonders eng wird es auf der S6 und S7, da hier auch starker Fern- und Güterverkehr auf denselben Gleisen fährt.
Ein Beispiel dafür ist der bereits erwähnte südliche Abschnitt der Main-Weser-Bahn zwischen Bad Vilbel und Frankfurt, der bis Februar
2024 viergleisig ausgebaut wurde.
Langfristig (bis 2030) soll der viergleisige Ausbau bis Friedberg (Hessen) weitergeführt werden. Damit würde die Linie S6 vollständig auf eigenen Gleisen verkehren und die Kapazität der Main-Weser-Bahn für den Regional-, Fern- und Güterverkehr würde sich deutlich erhöhen. Weitere Ausbaumaßnahmen betreffen die Strecken Mühlheim am Main–Hanau und den Knoten Mainz-Bischofsheim.
Die S7 soll durch zwei geplante Aus- bzw. Neubauprojekte auf der kompletten Strecke entlastet werden. Vom Hauptbahnhof bis zum Bahnhof Zeppelinheim ist ein durchgehender viergleisiger Ausbau im Zuge des Projektes Knoten Stadion geplant. Der erste Bauabschnitt (Hauptbahnhof–Frankfurt Stadion) befindet sich bereits in Bau. Im Zuge der geplanten Neubaustrecke Frankfurt–Mannheim soll die Strecke zwischen dem Bahnhof Zeppelinheim und der Ausfädelung der Neubaustrecke ebenfalls viergleisig ausgebaut werden. Dies bedeutet, dass der Fernverkehr komplett über eigene Gleise geführt wird.

### Rüsselsheimer Zugunglück (1990)
Am 2. Februar 1990 ereignete sich unweit des Bahnhofs Rüsselsheim ein schweres Zugunglück. Eine S-Bahn aus Frankfurt stieß mit einer aus Wiesbaden kommenden S-Bahn zusammen und entgleiste. Dabei starben 17 Menschen, über 80 wurden zum Teil schwer verletzt. Als Unfallursache wurde Unachtsamkeit des Lokführers des aus Wiesbaden kommenden Zuges festgestellt.
Betroffen waren die Triebfahrzeuge 420 205, 420 208 und 420 210. Letzteres wurde komplett ausgemustert. Die beiden anderen fuhren bis zu ihrer Abstellung im Jahr 2004 weiter. Dabei war 420 208 mit dem Endwagen von 420 210 unterwegs.

### Weitere Zwischenfälle
Am Abend des 26. November 1998 kollidierten in der Nähe des Bahnhofs Frankfurt-Rödelheim zwei S-Bahnen, als ein liegengebliebener Zug von einem anderen Zug abgeschleppt werden sollte, der liegengebliebene Zug allerdings unbeleuchtet an einer anderen Stelle als angenommen stand. Der abschleppende Zug fuhr als Folge auf den schadhaften Zug auf. Acht Menschen wurden dabei verletzt. Die Triebfahrzeuge 420 270 und 420 315 wurden hierbei stark beschädigt und im Jahr 2000 verschrottet.
Am 1. August 2013 kam es im Mainzer Hauptbahnhof beinahe zu einer Flankenfahrt zwischen zwei Zügen der Linie S8, als Bremssand aus einer Schnellbremsung den Kontakt einer Gleisfreimeldeanlage elektrisch isolierte, sodass eine besetzte Weiche fälschlicherweise als frei angezeigt wurde. Beide Züge kamen nur wenige Meter voneinander entfernt zum Stehen. Zuerst wurde als Ursache Überlastung des diensthabenden Stellwerkspersonals aufgrund von Personalmangel im Stellwerk Mainz Hbf vermutet.
Am späten Abend des 23. Februar 2022 kam es in Rüsselsheim zu einer Entgleisung einer S-Bahn. Der Zug der Linie S9 war auf dem Weg nach Wiesbaden Hauptbahnhof gerade mittels schriftlichem Befehl aus dem Bahnhof Rüsselsheim ausgefahren, als im Bereich einer Baustelle zwischen Rüsselsheim und Opelwerk eine Weiche unter dem letzten Wagen der Baureihe 430 umgestellt wurde. Bei dem Unglück wurde niemand verletzt. Die Strecke war bis zum 22. März 2022 gesperrt.

## Triebzüge
Momentan sind 204 S-Bahn-Züge in Betrieb.
Bis Herbst 2014 wurden die Fahrzeuge der Baureihe 420 durch moderne Fahrzeuge der DB-Baureihe 430 ersetzt. Dies ist Bestandteil des Vertrages, den der RMV mit der Deutschen Bahn nach der gewonnenen Ausschreibung der Verkehrsleistungen im November 2011 geschlossen hat. Seit Abschluss der Auslieferung der BR 430 sind 100 Fahrzeuge der Baureihe 423 und 91 Fahrzeuge der Baureihe 430 im Einsatz, letztere Fahrzeuge standardmäßig auf den Linien S1, S8 und S9. Seit dem Fahrplanwechsel im Dezember 2024 sind einzelne Umläufe mit der Baureihe 430 allerdings auch auf den Linien S2-S6 anzutreffen.

### Baureihe 420

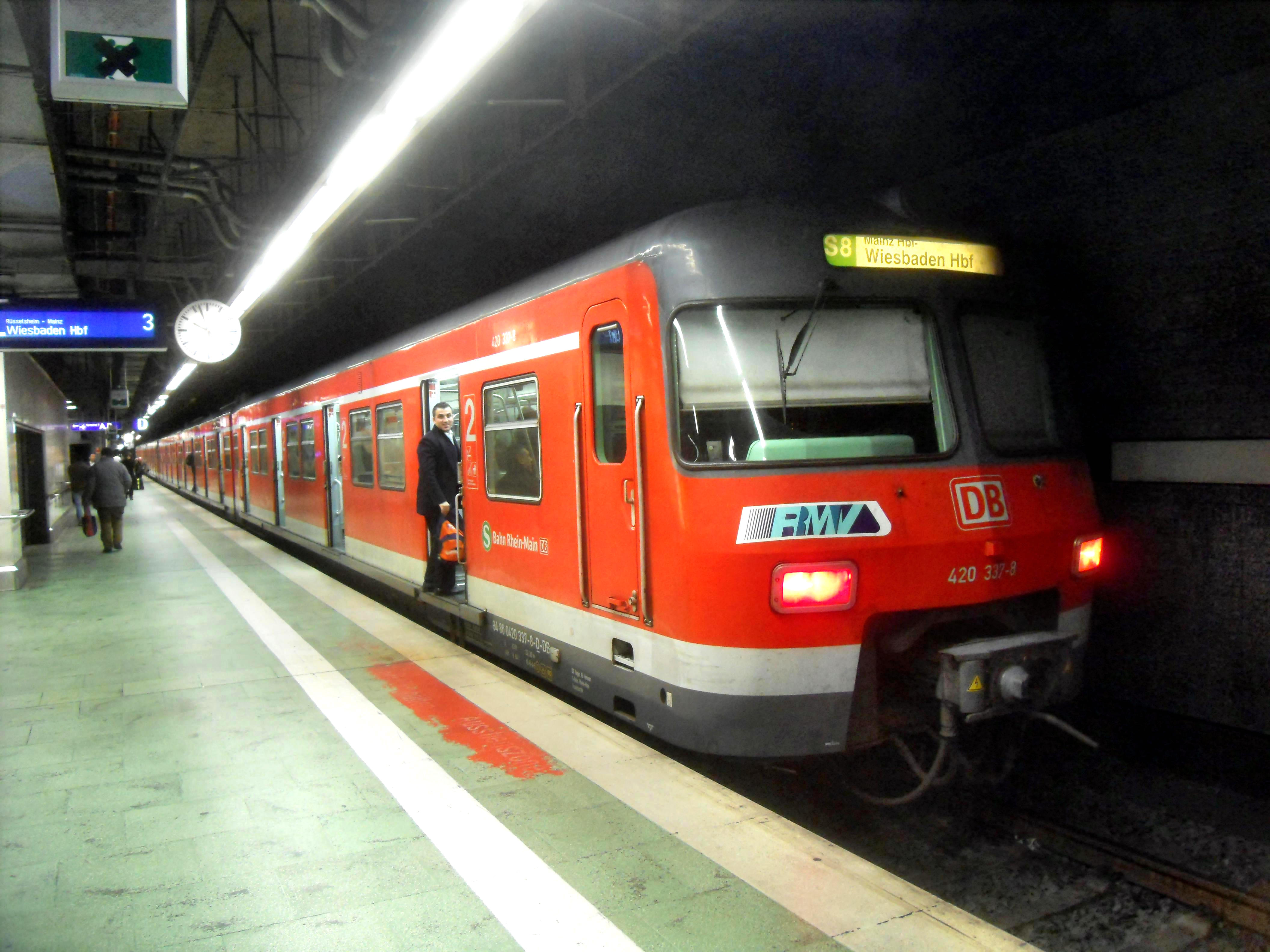
Baureihe 420 im Frankfurt Flughafen Regionalbahnhof

In den Anfangsjahren kamen Züge der zweiten und dritten Bauserie der Elektrotriebwagenbaureihe 420 in der Pop-Lackierung Reinorange/Kieselgrau zum Einsatz
Die Züge waren kieselgrau mit orangem Fensterband, entgegen den Wünschen der Frankfurter Fahrgäste. In den drei geplanten Einsatzgebieten München, Rhein-Ruhr und Rhein-Main waren Abstimmungen durchgeführt worden über die vorherrschende Farbe an den Fensterbändern, wobei für München Grünblau, für Rhein-Ruhr Reinorange und für Rhein-Main Karminrot als meistgewünschte Farbe ermittelt wurde. Dafür hatte die Deutsche Bundesbahn Anfang der 70er Jahre in Zügen der betreffenden Regionen eigens Wahlurnen aufgestellt. Aus Kostengründen setzte sich die DB aber später über den Wunsch der Frankfurter hinweg und ließ auch die für die S-Bahn Rhein-Main vorgesehenen Triebwagen in orange-kieselgrau liefern, für das die Düsseldorfer Fahrgäste votiert hatten.
Bis 1990 wurden bei Fahrzeugmangel vereinzelt aus München ausgeliehene, blau-weiße 420er eingesetzt, beispielsweise zur Eröffnung der Stammstreckenverlängerung bis Frankfurt Süd. Die Wagen der 2. Bauserie wurden bis Anfang der 2000er komplett an die S-Bahn München abgegeben. Aufgrund des seinerzeit stetig steigenden Fahrzeugbedarfs wurden zwischen 1980 und 2004 in unregelmäßigen Abständen alle Triebwagen der dritten und vierten Bauserie sowie zahlreiche Wagen der fünften und sechsten Bauserie von der S-Bahn Stuttgart an Frankfurt abgegeben.
2003 begann die Stationierung von neuen Triebwagen der Baureihe 423 in Frankfurt, parallel dazu wurden im August 2003 die ersten ET 420 ausgemustert. Ab 2004 erhielten Frankfurter ET 420 keine Hauptuntersuchungen mehr; damit wurde erst 2007 wieder mit 420 271 begonnen, als klar wurde, dass die Auslieferung der letzten Triebwagen aufgrund von Zulassungsproblemen auf unbestimmte Zeit verschoben werden müsste. Alle Frankfurter Fahrzeuge erhielten außerdem von 2007 bis 2008 für drei Millionen Euro eine Modernisierung im Innenraum, die lichtgraue statt gestreifte Trennwände, rote Türen innen und neue Sitzpolster im blauen DB Regio-Design umfasste. Die schon recht weit fortgeschrittene Ausmusterung wurde damit gleichzeitig stark heruntergefahren und konzentrierte sich fortan auf die Triebwagen der dritten Bauserie, um wenigstens die ältesten Fahrzeuge außer Betrieb nehmen zu können. Zwei Triebwagen erhielten zum Test LED-Scheinwerfer; diese konnten sich in Frankfurt nicht durchsetzen, werden allerdings einige Jahre später bei Triebwagen der S-Bahn München verwendet.
Die S-Bahn Rhein-Main hatte den ersten komplett verkehrsroten Fahrzeugpark der Deutschen Bahn AG. Diesen Status behielt sie bis Ende 2003, als die S-Bahn Stuttgart die letzten orange-weißen und orange-kieselgrauen Einheiten nach Frankfurt abgab. Nach gut einem Jahr waren die S-Bahnen durch die z-Stellung der letzten orange-kieselgrauen Einheit 420 376 Anfang 2005 vollständig rot lackiert. Bis 2005 befand sich außerdem mit 420 373 der letzte kieselgrau-orange 420er (abgesehen von 420 001) in Frankfurt, dieser Zug wurde allerdings im Frühjahr 2005 in Trier-Ehrang verschrottet.
Als 2009 der Einsatz der Baureihe 420 bei der S-Bahn Rhein-Ruhr beendet wurde, gab das Betriebswerk Essen mehrere ET 420 der fünften und sechsten Bauserie an Frankfurt ab. Obwohl das Betriebswerk Frankfurt große Anstrengungen unternahm, um die Triebwagen an die Frankfurter Einheiten anzugleichen (beispielsweise erhielten die meisten Triebwagen noch das Redesign von 2007), befanden diese sich bis zum Schluss durch jahrelange mangelhafte Wartung in Nordrhein-Westfalen in einem so schlechten Zustand, dass sie fortan mit Ablauf der Untersuchungsfrist in der Regel direkt ausgemustert wurden.
Parallel dazu wurden im Juli 2009 vier Stuttgarter Züge der siebten Bauserie nach Frankfurt umbeheimatet. Nach erfolgter Hauptuntersuchung wurden drei von ihnen ab Mitte Juni zunächst vorwiegend auf der S7 und dem Flughafen-Kurzpendel (S8/S9) eingesetzt, später dann normal im Mischbetrieb mit älteren Einheiten auf allen ET 420-Fahrten. Im Frühjahr 2014 wurden zudem ein weiterer Zug der siebten Bauserie und vier Züge der achten Bauserie von Stuttgart nach Frankfurt umbeheimatet, um einen kurzfristig aus Fristabläufen bei älteren 420ern entstandenen Fahrzeugmangel aufzufangen. Dies war auch – von kurzfristigen Leihgaben zu Großveranstaltungen abgesehen – der einzige Zeitraum, in dem die achte Bauserie in Frankfurt im Einsatz war. Nachdem ein baldiges Einsatzende damals bereits absehbar war, wurden keine großen Anstrengungen mehr unternommen, die Wagen an die Frankfurter Triebwagen anzupassen – einige von ihnen waren bis zur Ausmusterung mit Stuttgarter Werbeaufklebern im Innenraum unterwegs.

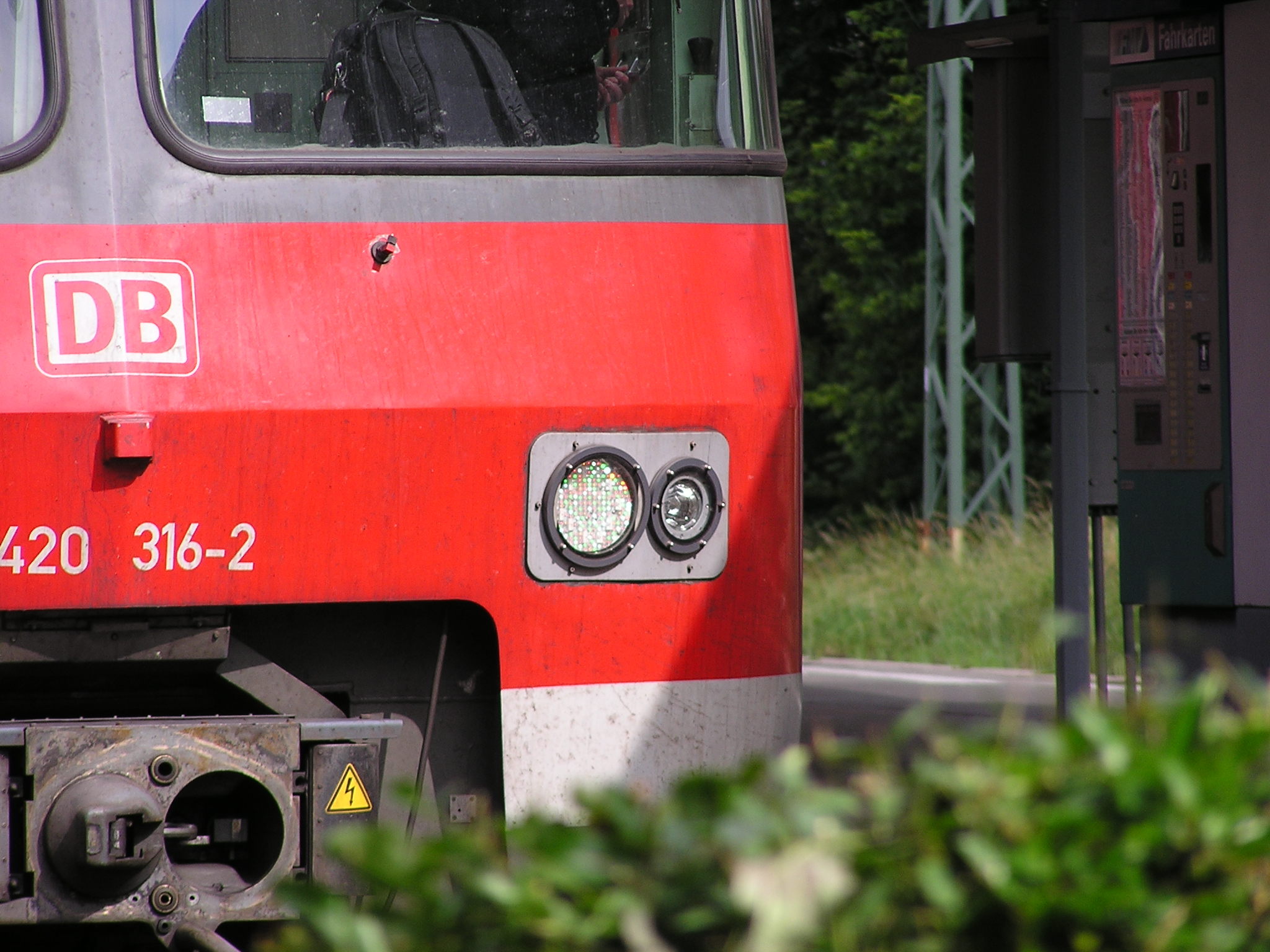
420 316-2 mit nachgerüsteten LED-Scheinwerfern

Die 65 verbliebenen Züge der Baureihe 420 waren noch bis November 2014 in Betrieb. Da seit der Umstellung der S7 und einiger Fahrten der S1 (die zuvor seit Herbst 2013 durch 420er geleistet wurden) auf die neuen Baureihe 430 im Mai 2014 zahlreiche 420er überflüssig wurden, schritt die Ausmusterung seit diesem Zeitpunkt sprunghaft voran. Ein weiterer Grund hierfür waren die auslaufenden Untersuchungsfristen vieler Fahrzeuge, während sich gleichzeitig Hauptuntersuchungen aufgrund der überschaubaren Resteinsatzdauer nicht mehr lohnten.
In den letzten Einsatzmonaten waren Züge der Baureihe 420 noch auf den Linien S8 und S9 im Einsatz. Bei betrieblichen Ausnahmefällen oder bei Fahrzeugmangel war ein Einsatz der Baureihe 420 im gesamten Netz möglich, sodass es in sehr seltenen Fällen auch noch zu Einsätzen z. B. auf den Linien S5 und S6 kam, welche bereits 2005 auf die Züge der Baureihe 423 umgestellt wurden.
Der Einsatz der Baureihe 420 im Netz der S-Bahn Rhein-Main endete in der Nacht zum 3. November 2014. Ein Verkauf und weitere Optionen sollten – abhängig vom Zustand der verbliebenen Einheiten – nach Medienangaben geprüft werden, allerdings wurden zwischen dem Einsatzende und März 2019 nahezu alle Triebwagen verschrottet. Nur die 2014 aus Stuttgart erhaltenen Einheiten wurden, ebenfalls nach langer Abstellung, an die S-Bahn München abgegeben.
Ein offizieller Museumszug wurde von Seiten der S-Bahn Rhein-Main nicht aufbewahrt. Um 2005 herum gab es vereinzelte Bestrebungen, die Einheit 420 201 als Museumsfahrzeug aufzubewahren, die allerdings durch die Verschrottung des Triebwagens im selben Jahr schnell beendet wurden. Ein privater Verein von Eisenbahnfreunden in Gießen konnte allerdings nach dem Einsatzende die Einheit 420 298 als Dauerleihgabe übernehmen und unternehmen mit diesem Triebwagen, der von ihnen zudem aufgearbeitet wird (zunächst im letzten Einsatzzustand), regelmäßig Sonderfahrten im Raum Frankfurt. Die Einheit 420 300, welche 1978 die Stammstrecke der S-Bahn Stuttgart eröffnete, wurde nach ihrem Fristablauf 2010 an das Eisenbahnmuseum Horb abgegeben.

### Baureihe 423

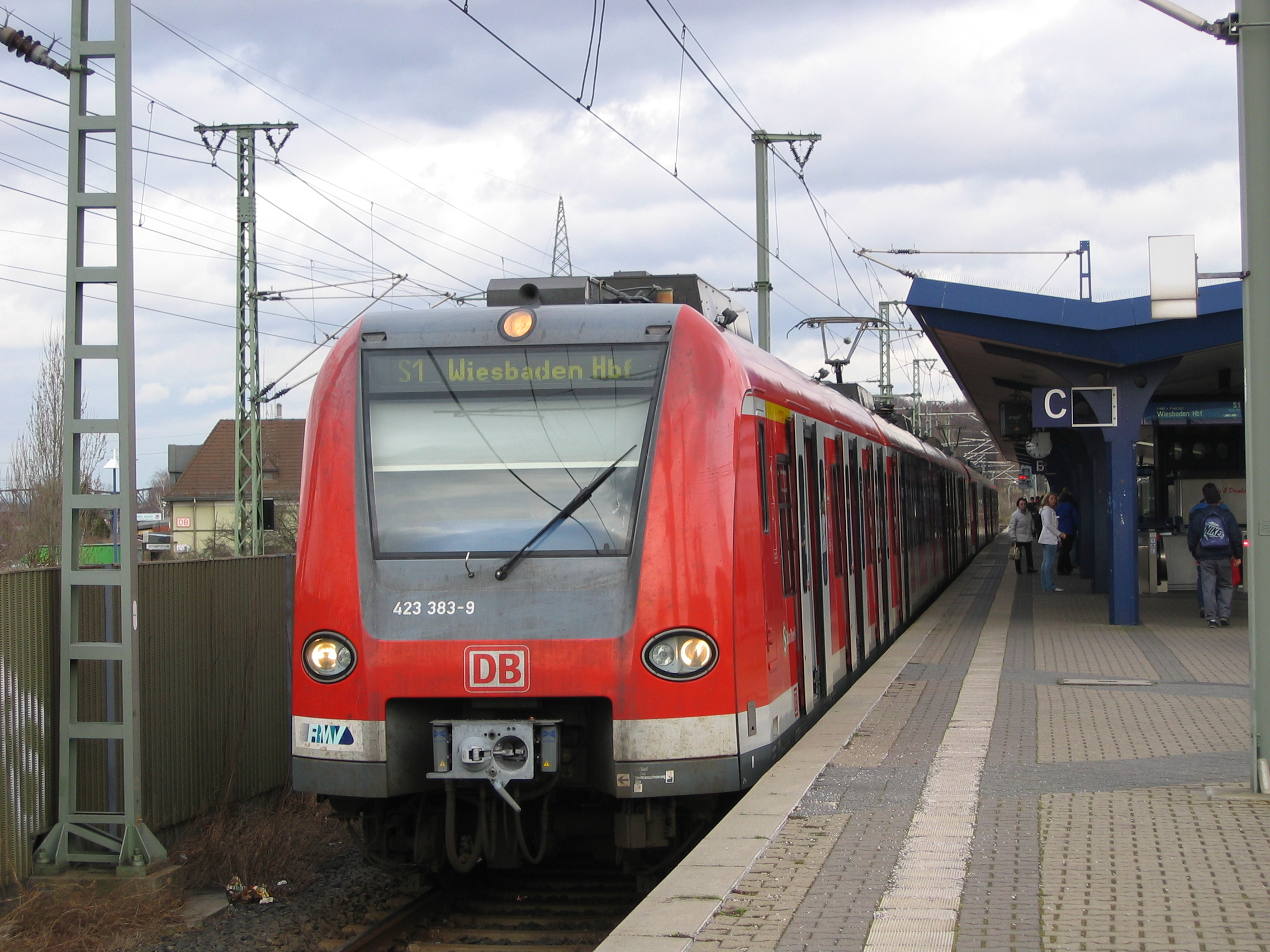
Baureihe 423 in Offenbach (Main) Ost

Während Stuttgart und Köln bereits 1999 mit der Nachfolgerbaureihe 423 versorgt wurden und München zwischen 2000 und 2004 den kompletten Fahrzeugpark austauschte, begann Frankfurt erst 2003 mit der Teil-Erneuerung, nachdem 2002 zu Testzwecken einige wenige Triebwagen der S-Bahn München bei der S-Bahn Rhein-Main eingesetzt wurden.
Seit Oktober 2010 fahren in Frankfurt am Main 100 Triebzüge der Baureihe 423 (zweite Bauserie: 301–305; dritte Bauserie: 325–334; vierte Bauserie: 372–396; fünfte Bauserie: 397–456). Seit Juni 2006 werden die Linien S1 (mit Ausnahme einzelner Umläufe), S4, S5 und S6 komplett mit 423 befahren. Seit dem Fahrplanwechsel am 10. Dezember 2006 fährt auch die Linie S2 mit den neuen Triebwagen. Die Kurzpendel der S8 und S9 vom Hauptbahnhof zum Frankfurter Flughafen werden teilweise mit 423 gefahren. Die Linie S3 wird seit dem 28. März 2010 ausschließlich mit 423 bedient. Hierbei wurden anfangs vorrangig die neuen Einheiten eingesetzt, welche erst Anfang 2010 zugelassen wurden.
In der zweiten Jahreshälfte 2014 waren die Züge der Baureihe 423 auch werktags im Regelbetrieb auf der kompletten Strecke der S8/S9 unterwegs, um die Abstellung der Baureihe 420 zu beschleunigen. Seit Ende 2014 sind hier die neuen Triebwagen der Baureihe 430 (siehe ein Absatz weiter unten) im Einsatz.
Insgesamt wurden 100 Einheiten bestellt, die bis Mitte 2007 ausgeliefert sein sollten. Jedoch kam die letzte Tranche von 13 Einheiten erst im Jahr 2010 in Frankfurt an. Der letzte Triebwagen der Baureihe 423 (423 456) wurde Ende Oktober 2010 ausgeliefert. Kurzfristig kamen auch Leihfahrzeuge der S-Bahn Stuttgart zum Einsatz. Grund der Verzögerung war die Lichtschranken-Problematik.
Zwischen 2013 und 2016 wurden – nach teilweise gerade erst sechs Einsatzjahren – alle Frankfurter Triebwagen der Baureihe 423 modernisiert, um sie auf den Stand der Nachfolgebaureihe 430 zu bringen. Dazu gehören:
- der Ersatz aller LCD-Anzeigen durch größere LED-Anzeigen
- eine Modernisierung des Innenraums mit neuer Sitzpolstergestaltung
- die Nachrüstung von Videoüberwachungskameras
- eine Anpassung der Fahrgastinformation durch den Einbau von Verlaufsmonitoren und Angleichung des Ansagensystems an das des ET430
- die Sanierung der Wagenkästen mit Neulack
- die Nachrüstung von Sprechstellen für Rollstuhlfahrer
- sowie der Einbau neuer Türschließsignale.

Der letzte Punkt brachte den modernisierten Triebwagen und dem RMV als Initiator der Modernisierung in der Anfangszeit heftige Kritik ein, da viele Fahrgäste und Bahn-Mitarbeiter die neuen Türsignale (die auch ein Signal bei Freigabe der Türen beinhalten) als störend, gar nervtötend empfanden. Der RMV verwies auf geltende EU-Richtlinien, die zum Einbau solcher Signale verpflichten, räumte allerdings ein, dass es beim Einbau der neuen Signale einen herstellerseitigen Konstruktionsfehler gegeben habe, der die Intensität des Signaltons ungewollt verstärkt haben könnte.

### Baureihe 430

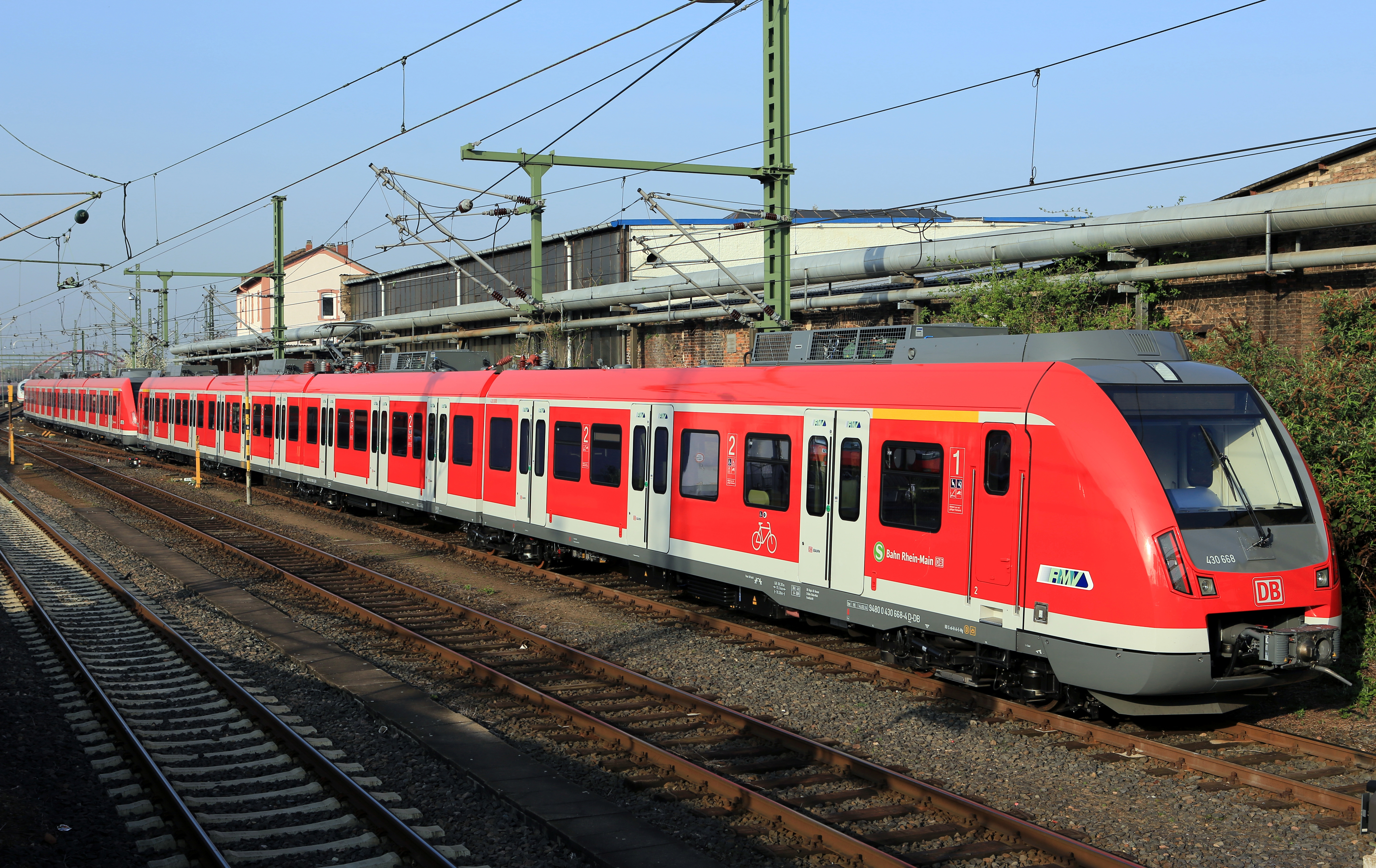
Baureihe 430 in Frankfurt (Main) Hbf

Die DB-Baureihe 430 ersetzte 2014 vollständig die Baureihe 420. Im Regelbetrieb fahren nun ausschließlich die Baureihe 423, die neue Baureihe 430 und 14 Triebzüge der Baureihe 425. Es wurden 91 Garnituren der Baureihe 430 geliefert, das sind 29 Einheiten mehr als für den reinen Ersatz benötigt. Der Fuhrpark wurde von 162 Fahrzeugen auf 205 Triebfahrzeuge erhöht. Bis 2023 kommen weitere 7 Einheiten hinzu. Am 5. Mai 2014 fand auf der S1 (Wiesbaden – Rödermark-Ober-Roden) und den Verstärkerkursen der S8 zwischen Frankfurt Hbf und Kelsterbach der erste Fahrgasteinsatz der Baureihe 430 im Rhein-Main-Gebiet statt. Knapp drei Wochen später wurde am 23. Mai 2014 die S7 (Frankfurt Hbf – Riedstadt-Goddelau) komplett auf die Baureihe 430 umgestellt. Ende Oktober begannen die Einsätze auf der „langen“ S8 und S9, seit 3. November 2014 sind diese Linien vollständig umgestellt.
Die Einführung der neuen Triebwagen war, wie auch bei der S-Bahn Stuttgart, von mehreren Problemen begleitet:
- Nach der Umstellung der S7 im Mai 2014 kam es durch einen Konstruktionsfehler bei der Rollstuhlrampe zu einem Unfall, bei dem eine Rampe aufgrund fehlender Widerhaken während der Benutzung aus dem Zug rutschte, wodurch ein Rollstuhlfahrer schwerverletzt wurde. Eine Weiternutzung der Rampen wurde daraufhin bis auf weiteres verboten.[48] Da allerdings bis heute zahlreiche Bahnsteige im Netz nicht hoch genug sind, um einen Rollstuhlfahrer ohne Rampe aus dem Zug zu befördern und ein Herausheben per Hand den Triebfahrzeugführern nicht gestattet ist, musste bei jedem solchen Fall die Transportleitung von DB Station&Service benachrichtigt werden, um eine mobile Rampe an den Ort des Geschehens zu bringen, was mitunter mehrere Stunden dauern konnte.[49]
- Im Gegensatz zur Baureihe 423, bei der nur die Rampenanforderungsknöpfe direkt hinter dem jeweils benutzten Führerstand aktiv sind, waren anfangs in der Baureihe 430 stets alle Anforderungsknöpfe aktiv und wurden häufig grundlos betätigt, was dazu führte, dass der jeweilige Triebfahrzeugführer bei jeder Anforderung alle Mehrzweckbereiche des Zuges (je nach Zuglänge bis zu sechs Stück) auf Rollstuhlfahrer mit Ausstiegswunsch kontrollieren musste, wodurch die Züge schnell große Verspätungen sammelten und vorzeitig umkehren mussten, ganz ausfielen oder unterwegs durch ältere Fahrzeuge ausgetauscht wurden.[50] Dieses Problem trat in besonderer Häufung auf, nachdem die S1 auf die neuen Triebwagen umgestellt wurde, wodurch die Zuverlässigkeit der Linie in den ersten Wochen drastisch zurückging. Dass die Rollstuhltaster nun auch an allen Türen angebracht waren und leicht versehentlich oder missbräuchlich betätigt werden konnten, verstärkte das Problem zusätzlich.[51] Nachdem keine anderen Lösungen zum Erfolg führten, wurden ab September 2014 alle in den Türrahmen befindlichen Rollstuhltaster entfernt.[52]
- Im ersten Einsatzwinter kam es zu weiteren Problemen: Als Folge unzureichender Beheizung der Führerstände und besonders geräuschintensiver Störungsmeldungen in enormer Häufigkeit wurden im Januar 2015 so viele Triebfahrzeugführer krankgeschrieben, dass die Linie S4 für mehrere Tage eingestellt werden musste.[53]

### Baureihe 425
Auf der Linie S7 Riedstadt-Goddelau–Frankfurt Hbf und auf Zwischentakten der S8 Frankfurt Hbf–Frankfurt-Flughafen–Kelsterbach begann ab Dezember 2018 der Einsatz von Triebzügen der Baureihe 425. Bis September 2019 wurden vier Fahrzeuge im Originalzustand eingesetzt. Bis Ende 2020 sollten insgesamt 14 Fahrzeuge zum Einsatz kommen und modernisiert werden. Die Fahrzeuge dieser Baureihe bieten an den Bahnsteigen der Linie S7, im Gegensatz zu den bisherigen Fahrzeugen, einen höhengleichen Einstieg an den Bahnsteigkanten mit 76 Zentimetern Höhe. Somit können Fahrzeuge der Baureihe 430 zur Verstärkung anderer Linien freigesetzt werden.

## Stationen

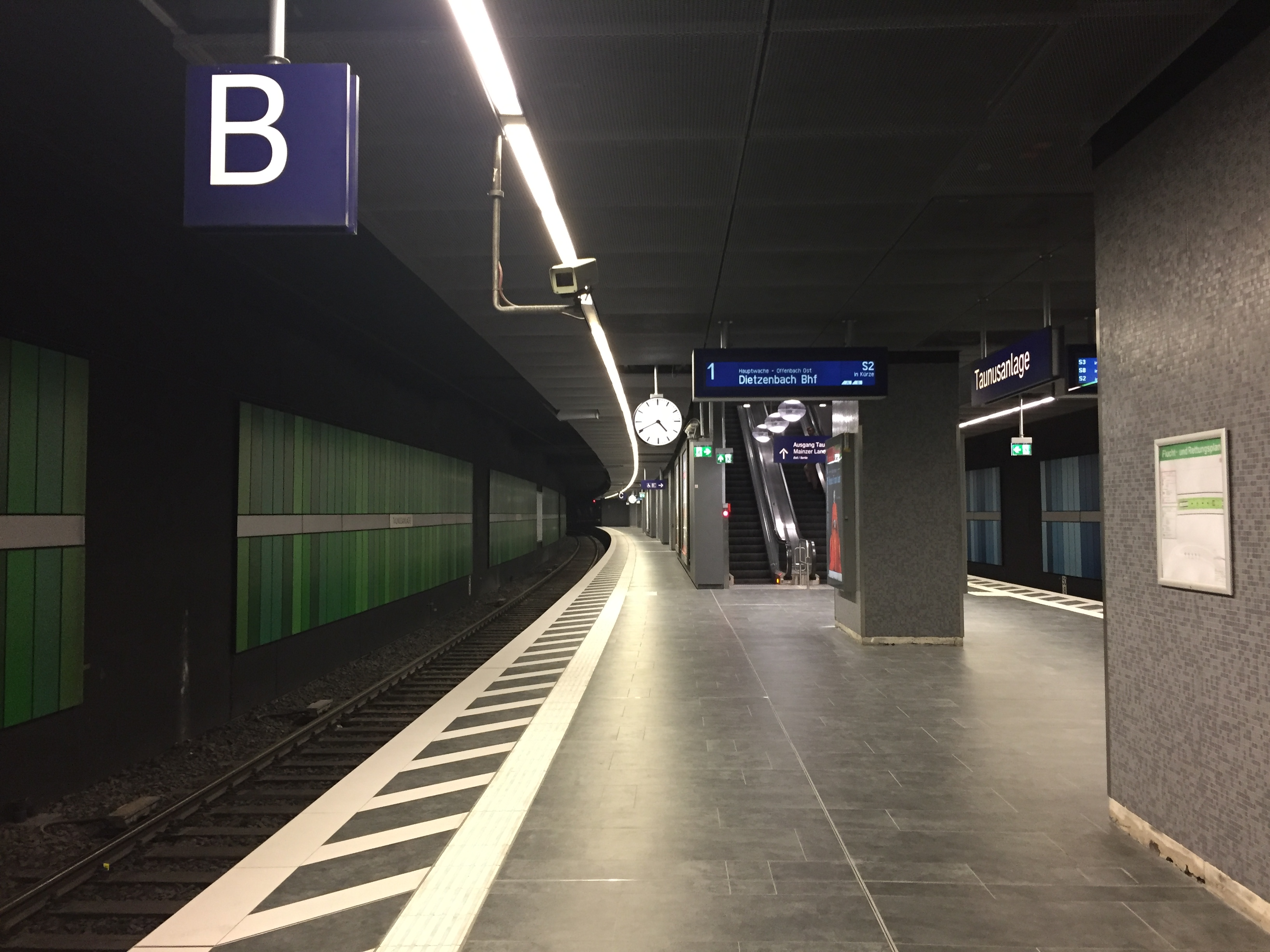
Der Bahnhof Frankfurt-Taunusanlage wurde bei der Modernisierung mit Aufzug und Blindenleitlinien ausgestattet

Einige der Bahnsteige werden nur durch S-Bahnen angefahren, andere werden geteilt mit dem Eisenbahnnahverkehr oder dem Stadtbahnverkehr (Konstablerwache).
Die meisten Stationen haben Zugzielanzeiger oder DSA, Fahrtenautomaten, Informationsvitrinen, Sitzgelegenheiten, Wetterschutz und Beleuchtung.
Ebenso haben 2025 die meisten Stationen Blindenleitlinien, automatisierte Ansagen erfolgen jedoch nicht in allen Stationen. Blindenschrift existiert in den meisten Stationen jedoch nicht.
Alle Bahnsteige der S-Bahn Rhein-Main sind jedoch per Aufzug oder Rampe auch barrierefrei ohne Treppen erreichbar.

## S-Bahn-Aufsichten
Bis zum 30. Juni 2005 gab es in den Stationen Frankfurt Hauptbahnhof (tief), Frankfurt-Flughafen, Taunusanlage, Hauptwache, Konstablerwache, Ostendstraße, Frankfurt Südbahnhof und Offenbach Ost örtliche Aufsichten, die die S-Bahnzüge abfertigten und Reisenden Auskünfte gaben. Diese Aufsichten wurden mit der Umstellung auf Abfertigung durch die Triebfahrzeugführer selbst sowie automatische Bahnsteigansagen überflüssig. Die Aufsichtskanzeln sind noch größtenteils vorhanden und werden häufig als Materiallager bei Bauarbeiten genutzt, ihre technischen Einrichtungen sind allerdings nach über 10 Jahren Nichtnutzung und Verfall nicht mehr betriebsfähig. Seit Oktober 2017 wurde damit begonnen, die Aufsichtskanzeln an den Stationen Frankfurt Hauptbahnhof, Hauptwache und Konstablerwache zu entkernen. Die genaue zukünftige Verwendung der Räume ist noch nicht abschließend entschieden.
Im September 2017 testeten die DB und der RMV den Einsatz sogenannter Einstiegslotsen an den Tunnelstationen Hauptbahnhof, Hauptwache und Konstablerwache, um den Fahrgastwechsel zu beschleunigen und auf ein rechtzeitiges Schließen der Türen zu achten. Da sich vor allem in der Hauptverkehrszeit deutliche Fahrzeitersparnisse erzielen ließen, wurde der Einsatz mit dem Schwerpunkt Hauptbahnhof fortgeführt.